# Liste der Biografien/Rog
Liste der Biografien |
Portal Biografien |
Personensuche
# |
A |
B |
C |
D |
E |
F |
G |
H |
I |
J |
K |
L |
M |
N |
O |
P |
Q |
R |
S |
T |
U |
V |
W |
X |
Y |
Z |
?
 
Ra |
Rb |
Rd |
Re |
Rh |
Ri |
Rj |
Rk |
Rl |
Rm |
Rn |
Ro |
Rr |
Rs |
Rt |
Ru |
Rv |
Rw |
Rx |
Ry |
Rz
 
Roa |
Rob |
Roc |
Rod |
Roe |
Rof |
Rog |
Roh |
Roi |
Roj |
Rok |
Rol |
Rom |
Ron |
Roo |
Rop |
Roq |
Ror |
Ros |
Rot |
Rou |
Rov |
Row |
Rox |
Roy |
Roz 
Die Liste der Biografien führt alle Personen auf, die in der deutschsprachigen Wikipedia einen Artikel haben. Dieses ist eine Teilliste mit 639 Einträgen von Personen, deren Namen mit den Buchstaben „Rog“ beginnt.

## Rog
- Rog Sherab Ö (1166–1244), Anhänger der Nyingma- und der Shiche-Schule des tibetischen Buddhismus
- Rog, Marko (* 1995), kroatischer Fußballspieler

### Roga
- Rogač, Matej (* 1992), slowenischer Fußballspieler
- Rogaciov, Serghei (* 1977), moldauischer Fußballspieler
- Rogaczewski, Albert (1888–1944), deutscher römisch-katholischer Geistlicher und Märtyrer
- Rogaczewski, Franciszek (1892–1940), römisch-katholischer Geistlicher und NS-Opfer, Seliger
- Rogado, Giacomo Santiago (* 1979), Schweizer Maler
- Rogal, Stefan (* 1965), Autor, Herausgeber und Kolumnist
- Rogalinski, Eustachius von (1842–1898), polnischer Rittergutsbesitzer und Politiker, MdR
- Rogall, Arved (1927–2008), deutscher Politiker (SPD), MdA
- Rogall, Frank (* 1961), deutscher Ruderer
- Rogall, Georg Friedrich (1701–1733), deutscher Theologe des Pietismus
- Rogall, Holger (* 1954), deutscher Hochschullehrer und Politiker (SPD), MdA
- Rogall, Joachim (* 1959), deutscher Historiker
- Rogall, Klaus (* 1948), deutscher Jurist und Universitätsprofessor
- Rogall, Meta (1935–1994), deutsche Betreiberin des „Haus Waterkant“
- Rogall, Shalin-Tanita (* 1990), deutsche Schauspielerin, Synchronsprecherin und Hörfunkmoderatorin
- Rogall, Sophie (* 1983), deutsche Schauspielerin und Sprecherin
- Rogall, Stefan (* 1969), deutscher Schriftsteller und Drehbuchautor
- Rogall-Grothe, Cornelia (* 1949), deutsche Politikerin, Beauftragte der Bundesregierung für Informationstechnik
- Rogalla von Bieberstein, Ferdinand (1857–1945), deutscher Gutsbesitzer und preußischer Politiker, MdR
- Rogalla von Bieberstein, Hermann (1823–1906), deutsch-amerikanischer Bauingenieur und Politiker in Texas
- Rogalla von Bieberstein, Hermann Ferdinand (1824–1907), deutsch-amerikanischer Bauingenieur und Geodät in Texas
- Rogalla von Bieberstein, Johannes (1940–2021), deutscher Historiker, Bibliothekar und Autor
- Rogalla von Bieberstein, Paul (1835–1907), preußischer Generalmajor und Autor
- Rogalla von Bieberstein, Walter (1851–1914), deutscher Gutsbesitzer und preußischer Politiker
- Rogalla, Dieter (1927–2013), deutscher Politiker (SPD), MdEP
- Rogalla, Dieter (* 1932), deutscher Architekt
- Rogalla, Hans (1946–1986), deutscher Künstler
- Rogalla, Jürgen (1933–2023), deutscher Offizier im Ministerium für Staatssicherheit der DDR
- Rogalla, René (* 1963), Schweizer Fussballschiedsrichter
- Rogalla, Thomas (1953–2018), deutscher Journalist und Pressesprecher
- Rogallo, Francis (1912–2009), US-amerikanischer Aerodynamiker
- Rogalski, April, US-amerikanische Filmschauspielerin
- Rogalski, Michał (* 1970), polnischer Regisseur, Drehbuchautor und Schauspieler
- Rogalski, Michał (* 1987), polnischer Badmintonspieler
- Rogalski, Norbert (1935–2022), deutscher Sportpädagoge, Hochschullehrer, Sportbuchautor
- Rogalski, Olga, deutsche Comiczeichnerin
- Rogalski, Theodor (1901–1954), rumänischer Komponist
- Rogalski-Beeck, Karin (* 1946), deutsche Politikerin (SPD), MdHB
- Rogán, Antal (* 1972), ungarischer Politiker der Fidesz-Partei sowie Minister
- Rogan, Beth (1931–2015), britische Schauspielerin
- Rogan, Dennis, Baron Rogan (* 1942), nordirischer Politiker (Ulster Unionist Party), Mitglied des House of Lords
- Rogan, Eugene (* 1960), US-amerikanischer Historiker
- Rogan, James E. (* 1957), US-amerikanischer Jurist und Politiker
- Rogan, Joe (* 1967), US-amerikanischer Podcaster, Mixed-Martial-Arts-Kommentator, Comedian und UnternehmerJoe Rogan (* 1967)

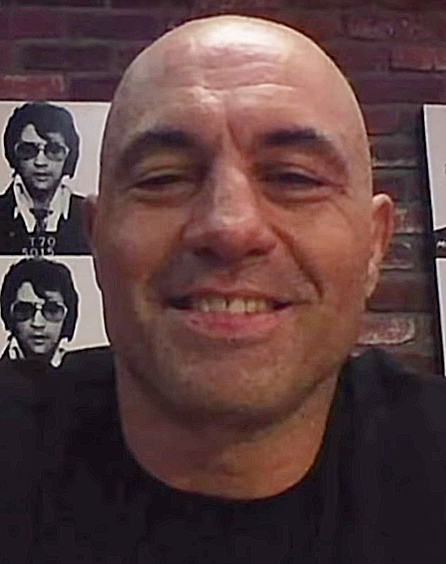
Joe Rogan (* 1967)

- Rogan, John William (1865–1905), zweitgrößter Mensch der Medizingeschichte
- Rogan, Manja (* 1995), slowenische Fußballspielerin
- Rogan, Markus (* 1982), österreichischer Schwimmer
- Roganeau, François-Maurice (1883–1973), französischer Maler, Zeichner und Bildhauer
- Roganović, Bojan (* 2000), montenegrinischer Fußballspieler
- Roganović, Zoran (* 1977), montenegrinischer Handballspieler und -trainer
- Rogard, Folke (1899–1973), schwedischer Schachfunktionär
- Rogasch, Wilfried (* 1962), deutscher Historiker
- Rogat, Roman-Francesco (* 1989), deutscher Politiker (FDP), MdA
- Rogatian, christlicher Märtyrer, Stadtpatron von Nantes
- Rogatis, Pascual de (1880–1980), argentinischer Komponist
- Rogatkin, Nicholi (* 1995), US-amerikanischer Mountainbikesportler
- Rogato, Ada (1910–1986), brasilianische Pilotin
- Rogatsch, Gerlinde (* 1965), österreichische Politikerin (ÖVP), Abgeordnete zum Salzburger Landtag
- Rogatsch, Johann († 1974), österreichischer Hausmeister und Mörder
- Rogatschowa, Ljudmila Wassiljewna (* 1966), russische Mittelstreckenläuferin
- Rogawa, Wiljam Kachaberowitsch (* 2003), russischer Fußballspieler
- Rogaway, Phillip, US-amerikanischer Informatiker
- Rogawski, Jonathan (1955–2011), US-amerikanischer Mathematiker

### Roge
- Roge, Laura (* 1998), deutsche SchauspielerinLaura Roge (* 1998)

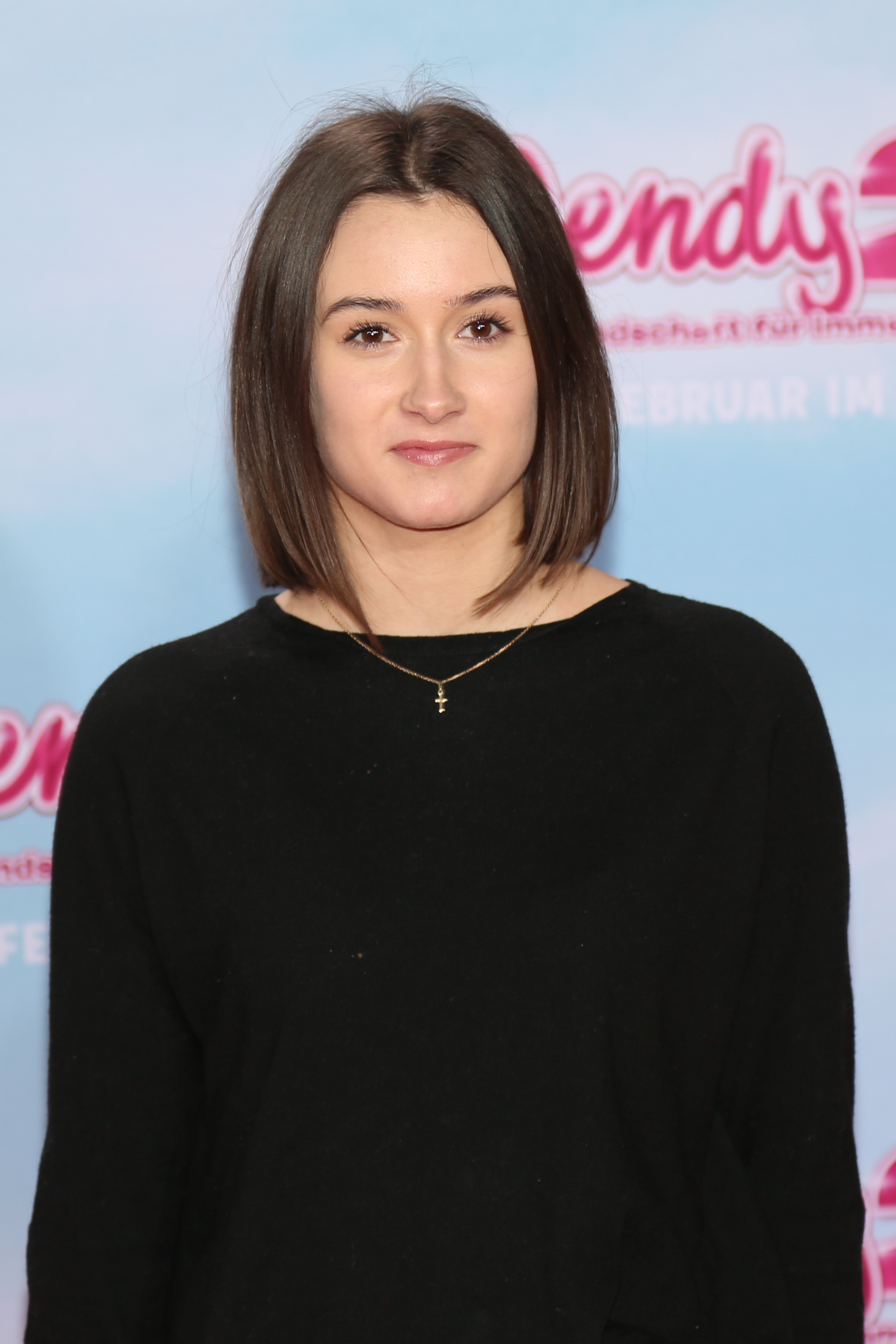
Laura Roge (* 1998)

#### Rogeb
- Røgeberg, Willy (1905–1969), norwegischer Sportschütze

#### Rogee
- Rogée, Edeltraud (* 1954), deutsche Politikerin (Die Linke), MdL (Sachsen-Anhalt)
- Rogée, Marianne (* 1936), deutsche Schauspielerin, Synchronsprecherin, Kabarettistin und Chanson-Sängerin

#### Rogef
- Rogefeldt, Pugh (1947–2023), schwedischer Musiker, Sänger und Songwriter

#### Rogel
- Rogel, Agustín (* 1997), uruguayisch-italienischer Fußballspieler
- Rogel, Bernard (* 1956), französischer Admiral
- Rogel, Hans, deutscher Lehrer, Künstler und Unternehmer
- Rogel, Hildegard (* 1937), deutsche Lehrerin und Politikerin (SPD), MdL Rheinland-Pfalz
- Rogel, Roberto (* 1944), argentinischer Fußballspieler und -trainer
- Rogel, Steven (* 1942), US-amerikanischer Manager
- Rögelein, Friedrich (1910–1999), deutscher Offizier der Wehrmacht
- Rogelin, Daniel (* 1972), brasilianischer Radrennfahrer
- Rogelj, Albin (1929–2023), slowenischer Skispringer und Karikaturist
- Rogelj, Joeri (* 1980), belgischer Klimawissenschaftler
- Rogelj, Rok (* 1987), slowenischer Snowboarder
- Rogelj, Špela (* 1994), slowenische Skispringerin
- Rogelj, Žan (* 1999), slowenischer Fußballspieler
- Rogell, Sid (1900–1973), US-amerikanischer Filmproduzent, Filmschaffender und Produktionsmanager
- Rögels, Franz (1821–1892), deutscher Historien- und Porträtmaler der Düsseldorfer Schule sowie Fotograf

#### Rogen
- Rogen, Seth (* 1982), kanadischer Schauspieler, Synchronsprecher, Drehbuchautor, Filmproduzent und -regisseurSeth Rogen (* 1982)

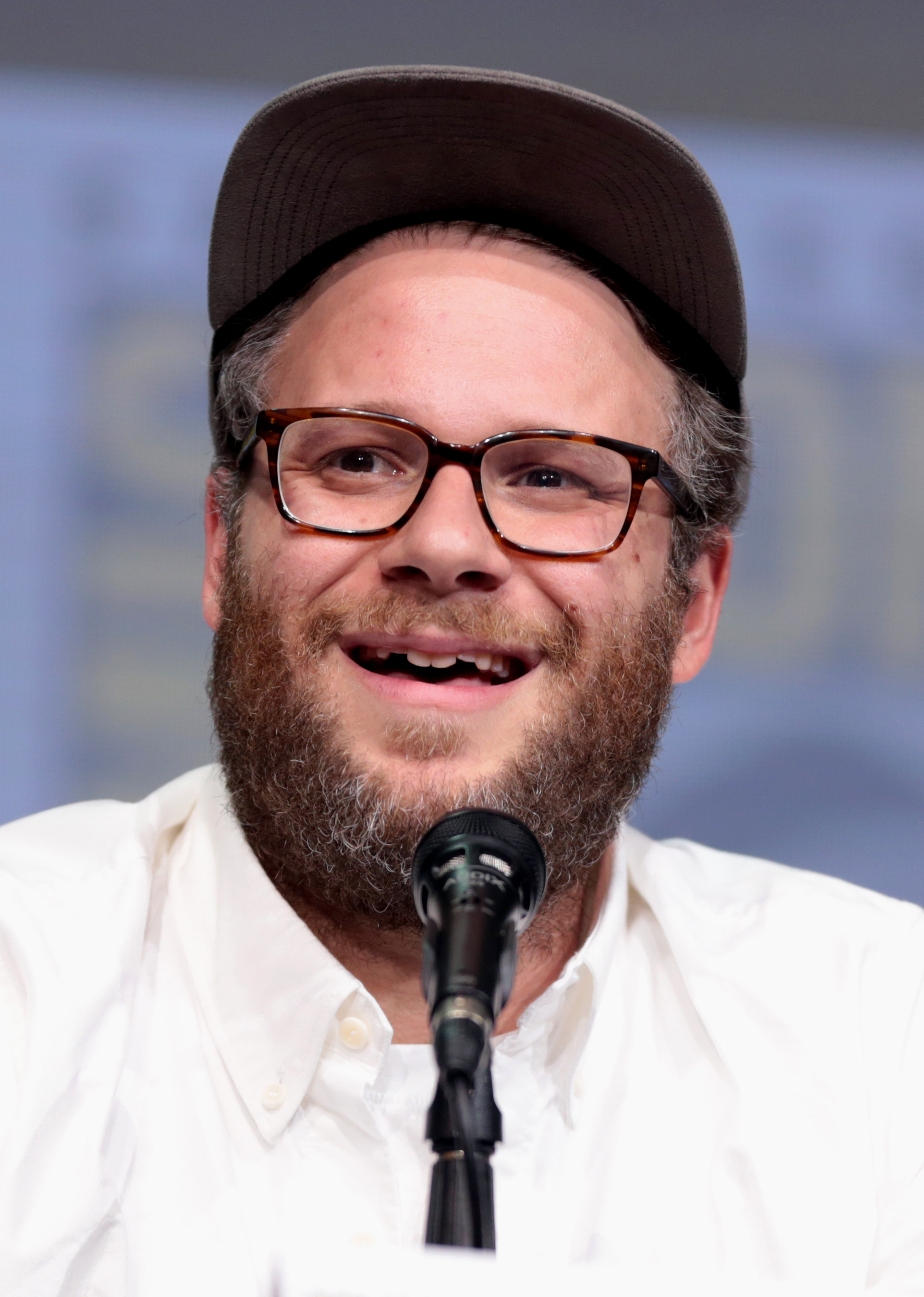
Seth Rogen (* 1982)

- Rogendorf, Johann Wilhelm von (1531–1590), österreichischer Adliger und Landmarschall
- Rogendorf, Kaspar von († 1506), kaiserlicher Rat und Heerführer
- Rogendorf, Wilhelm von (1481–1541), österreichischer Adeliger, Obersthofmeister und Militärperson
- Rogendorf, Wolfgang von (1483–1540), Landmarschall von Niederösterreich und Burggraf von Steyr
- Rogenhagen, Andi (* 1965), deutscher Regisseur
- Rogenhofer, Alois Friedrich (1831–1897), österreichischer Entomologe
- Rogenhofer, Katharina (* 1994), österreichische KlimaaktivistinKatharina Rogenhofer (* 1994)

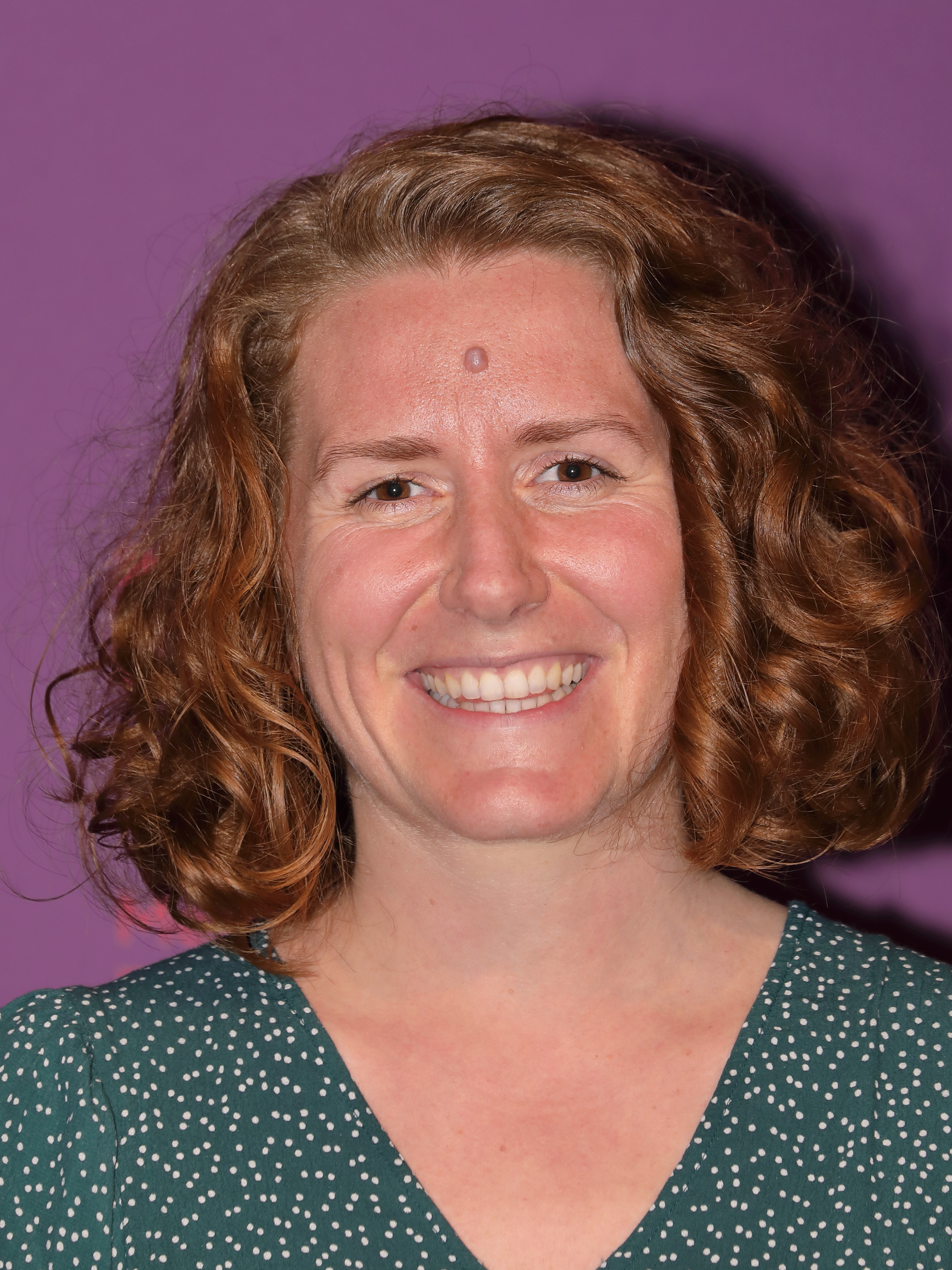
Katharina Rogenhofer (* 1994)

- Rogenhofer, Sara (* 1950), deutsche bildende Künstlerin
- Rogenmoser, Eduard (1885–1948), Schweizer Fotograf
- Rogenmoser, Kajetan (1825–1875), Schweizer Politiker
- Rogent, Elies (1821–1897), katalanischer Architekt
- Rogent, Ramon (1920–1958), katalanischer Maler, Illustrator und Bildhauer
- Rogentin, Stefan (* 1994), Schweizer Skirennläufer

#### Roger
- Roger († 900), Graf von Maine
- Roger, Graf von Montreuil
- Roger, Herr von Joinville
- Roger, schottischer Geistlicher
- Roger († 1179), englischer Geistlicher, Bischof von Worcester
- Roger Bernard I. († 1188), Graf von Foix
- Roger Bernard II. († 1241), Graf von Foix
- Roger Bernard III. († 1303), Graf von Foix, Vizegraf von Castelbon, durch Heirat Vizegraf von Béarn und Co-Herr von Andorra
- Roger Bigod († 1107), anglonormannischer Adliger
- Roger Bigod, 2. Earl of Norfolk, englischer Magnat
- Roger Bigod, 5. Earl of Norfolk, englischer Magnat und Militär
- Roger Borsa († 1111), Herzog von Apulien
- Roger de Beaufort, Jean († 1391), Erzbischof von Auch und Narbonne
- Roger de Beaumont († 1094), normannischer Adliger, Vicomte de Rouen, Seigneur de Beaumont, Pont-Audemer, Vatteville-la-Rue
- Roger de Blois († 1024), Kanzler von Frankreich; Bischof von Beauvais
- Roger de Breteuil, 2. Earl of Hereford, Earl of Hereford, Herr von Breteuil
- Roger de Flor (1266–1305), militärischer AbenteurerRoger de Flor (1266–1305)

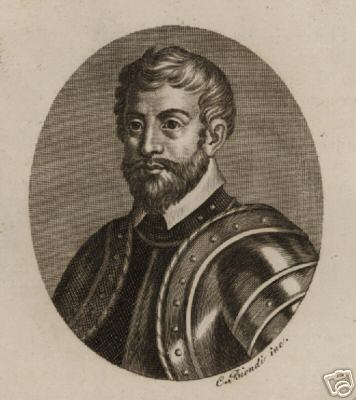
Roger de Flor (1266–1305)

- Roger de Montbegon († 1226), englischer Adliger und Rebell
- Roger de Montgomerie, 1. Earl of Shrewsbury († 1094), normannischer Edelmann, ein Verwandter und Gefolgsmann Wilhelms des Eroberers
- Roger de Moulins († 1187), Großmeister des Johanniterordens
- Roger de Pins († 1365), Großmeister der Johanniter (1355–1365)
- Roger de Pitres († 1086), normannischer Ritter und Begründer des Hauses Pitres
- Roger de Pont l’Évêque († 1181), anglonormannischer Geistlicher, Erzbischof von York
- Roger de Vico Pisano († 1220), Bischof von Lausanne
- Roger de Wavrin († 1191), Bischof von Cambrai und Kreuzfahrer
- Roger des Roches, Konstabler von Antiochia
- Roger Deslaur, Herzog von Athen
- Roger Fitzmiles, 2. Earl of Hereford († 1155), anglonormannischer Adliger und zweiter Lord High Constable von England
- Roger FitzRichard († 1178), englischer Adliger
- Roger I. († 1012), Graf von Carcassonne
- Roger I. († 1067), Graf von Foix und eines Teils von Carcassonne
- Roger I. (1031–1101), Herrscher von Sizilien und jüngster Sohn von Tankred von Hauteville
- Roger I. de Montgommery, normannischer Baron
- Roger I. de Tosny († 1040), Herr von Tosny
- Roger I. Trencavel, Vizegraf von Carcassonne, Razès und Albi
- Roger II. († 1124), Graf von Foix
- Roger II. (1095–1154), Graf von Sizilien (1105–1130), König von Sizilien (1130–1154)Roger II. (1095–1154)

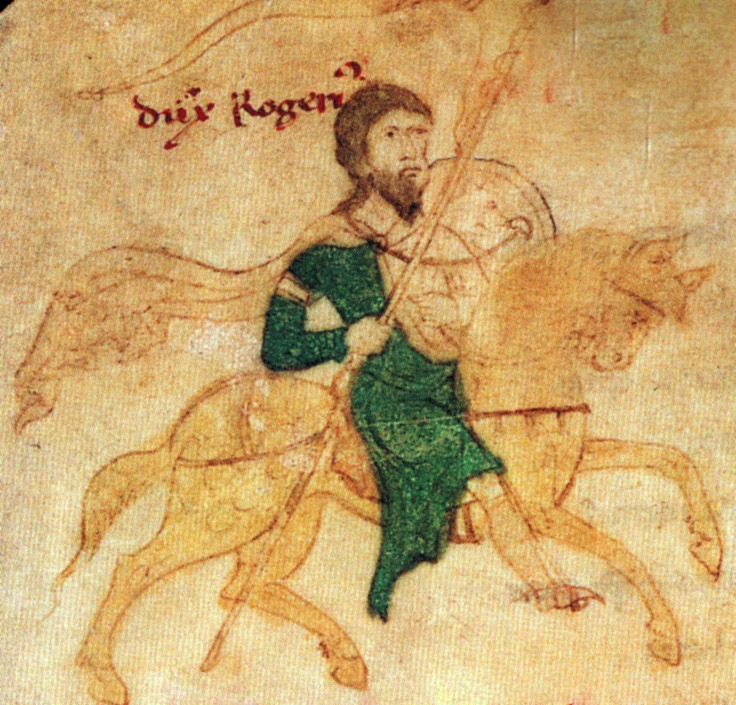
Roger II. (1095–1154)

- Roger II. Trencavel († 1194), Vizegraf von Beziers, Carcassonne und Albi
- Roger III. († 1067), Graf von Carcassonne
- Roger III., Graf von Foix
- Roger III. (* 1118), Herzog von Apulien
- Roger III. (1175–1193), Sohn und Erbe Des Königs Tankred von Sizilien
- Roger III. de Tosny, normannischer Adliger aus dem Haus Tosny, Herr von Tosny, Conches-en-Ouche und Nogent-le-Roi sowie von Flamstead
- Roger IV. († 1265), Graf von Foix
- Roger le Fort († 1367), Erzbischof von Bourges
- Roger Niger († 1241), Bischof von London
- Roger of Leicester († 1202), anglo-schottischer Geistlicher und Minister
- Roger of Leybourne, englischer Ritter und Rebell
- Roger of Leybourne, englischer Ritter und Militär
- Roger of Seaton, englischer Richter
- Roger of Thirkleby, englischer Richter
- Roger of Wesham († 1257), Bischof von Coventry und Lichfield
- Roger Poitevin, normannischer Adliger
- Roger von Andria († 1190), sizilianischer Adliger
- Roger von Helmarshausen, Benediktiner und Goldschmied
- Roger von Hoveden († 1201), englischer Chronist
- Roger von Salerno († 1119), Regent des Fürstentums Antiochia
- Roger von Salisbury († 1139), Bischof von Salisbury
- Roger von San Severino († 1285), Graf von San Severino und Marsico, Bailli des Königreichs Jerusalem (1277–1282)
- Roger von Todi († 1237), Franziskaner
- Roger von Wendover († 1236), englischer Mönch und Chronist
- Roger, 3. Earl of Buchan, schottischer Adeliger
- Roger, Alexis (1814–1846), französischer Komponist
- Roger, August (* 1823), württembergischer Oberamtmann
- Roger, Brice (* 1990), französischer Skirennläufer
- Roger, Cosme (1615–1710), französischer Feuillant und Bischof
- Roger, Estienne († 1722), französisch-niederländischer Drucker und Verleger
- Roger, Gérard, französischer Physiker
- Roger, Gustave-Hippolyte (1815–1879), französischer Opernsänger
- Roger, Henri (* 1951), französischer Musiker und Komponist
- Röger, Hermann (1883–1954), württembergischer Oberamtmann und Landrat
- Roger, Jacques (1920–1990), französischer Wissenschaftshistoriker
- Roger, Jean-François (1776–1842), französischer Politiker, Schriftsteller und Mitglied der Académie française
- Roger, Julius (1819–1865), deutscher Arzt, Entomologe
- Roger, Kurt (1895–1966), österreichischer Komponist und Musikwissenschaftler
- Röger, Ludwig (1917–1949), deutscher Filmschauspieler, Kabarettist und Sänger
- Röger, Maren (* 1981), deutsche Kulturwissenschaftlerin und Historikerin
- Roger, Marie-Sabine (* 1957), französische Roman- und Kinderbuchautorin
- Röger, Max (* 1989), deutscher Ruderer
- Roger, Michel (* 1949), französischer Politiker; Staatsminister und Regierungschef von Monaco
- Roger, Mike (1930–1984), deutscher Pop- und Schlagersänger
- Roger, Noëlle (1874–1953), französischsprachige Schweizer Schriftstellerin
- Roger, Otto (1841–1915), deutscher Arzt, Paläontologe und Archäologe
- Röger, Peter (1922–1999), deutscher Fußballspieler und -funktionär
- Röger, Ralf (* 1964), deutscher Jurist
- Roger, Waldemar (1875–1958), deutscher Filmproduzent
- Roger-Bernard de Périgord († 1361), französischer Adeliger, Graf von Périgord
- Roger-Ducasse, Jean (1873–1954), französischer Komponist
- Roger-Lacan, Fabrice (* 1966), französischer Drehbuchautor und Schriftsteller
- Roger-Milès, Léon (1859–1928), französischer Rechtsanwalt, Historiker, Dichter, Journalist, Kunstkritiker, Autor kunsthistorischer Werke und Kunstsammler
- Roger-Vasselin, Édouard (* 1983), französischer TennisspielerÉdouard Roger-Vasselin (* 1983)

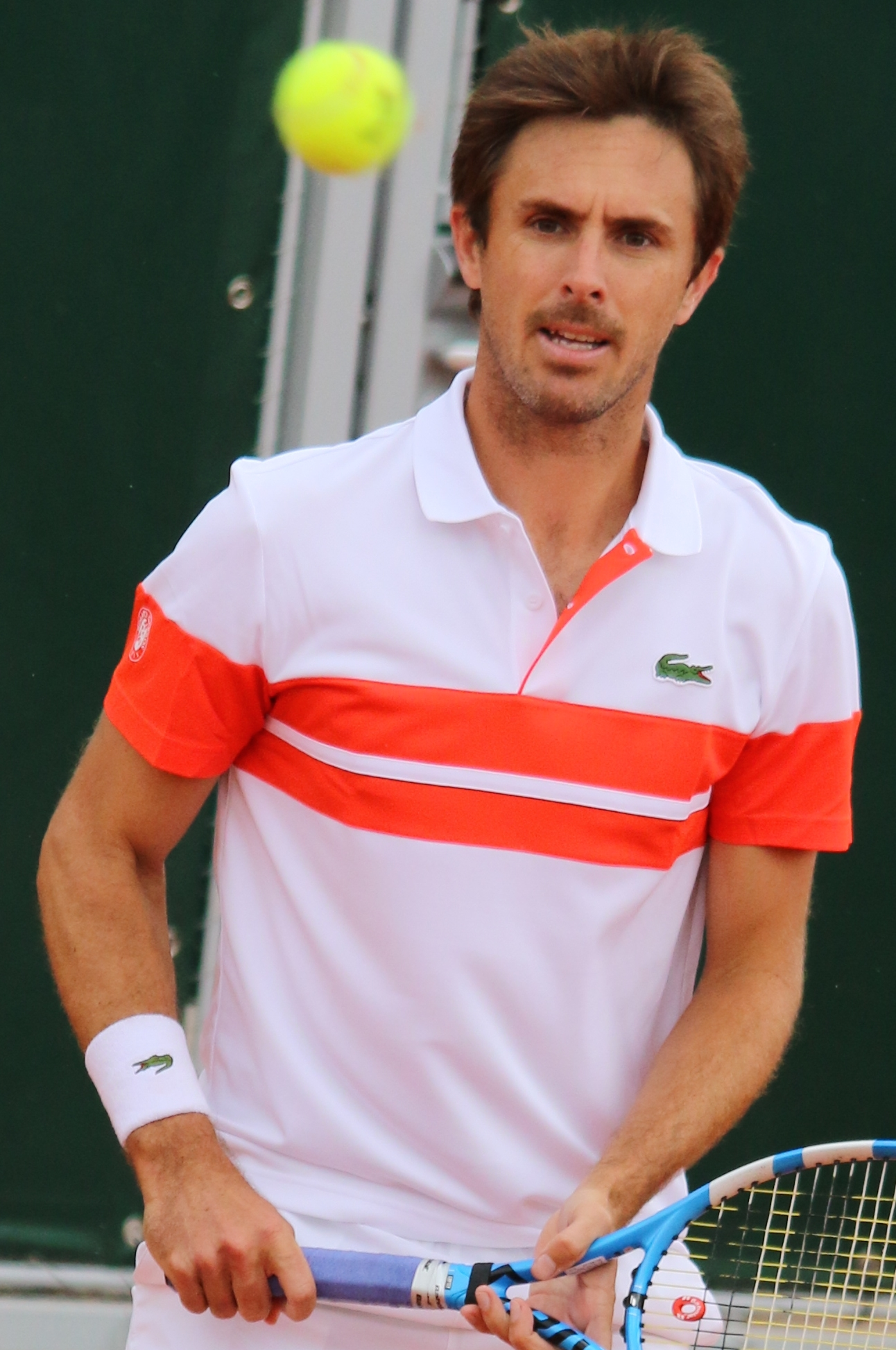
Édouard Roger-Vasselin (* 1983)

##### Rogere
- Rogeret de Cambrai, französischer Troubadour

##### Rogeri
- Rogeri, Giovanni Battista, italienischer Geigenbauer
- Rogeri, Pietro Giacomo (1665–1724), italienischer Geigenbauer
- Rogério (* 1980), brasilianischer Fußballspieler
- Rogério (* 1998), brasilianischer Fußballspieler

##### Rogero
- Rogero di Puglia († 1266), römisch-katholischer Erzbischof von Spalato, Historiker und Autor

##### Rogers
- Rogers St. Johns, Adela (1894–1988), US-amerikanische Journalistin, Schriftstellerin und Drehbuchautorin
- Rogers, Adam (* 1965), US-amerikanischer Jazz-Gitarrist und -Komponist
- Rogers, Adrian (1931–2005), US-amerikanischer Baptistenpastor und Fernsehprediger
- Rogers, Albert Bowman (1829–1889), US-amerikanischer Vermesser und Entdecker des Rogers Pass
- Rogers, Alexander (1867–1934), britischer Sportschütze
- Rogers, Alfie (* 1995), neuseeländisch-englischer Fußballspieler
- Rogers, Amanda (* 1982), US-amerikanische Sängerin und Pianistin
- Rogers, Andrew, US-amerikanisch-französischer Schauspieler
- Rogers, Andrew J. (1828–1900), US-amerikanischer Politiker
- Rogers, Anna (* 1998), US-amerikanische Tennisspielerin
- Rogers, Annette (1913–2006), US-amerikanische Leichtathletin
- Rogers, Annie (1856–1937), britische Förderin der Frauenbildung
- Rogers, Anthony A. C. (1821–1899), US-amerikanischer Politiker
- Rogers, Arthur William (1872–1946), britisch-südafrikanischer Geologe
- Rogers, Barry (1935–1991), US-amerikanischer Jazzmusiker und Musikproduzent
- Rogers, Benjamin (1837–1923), kanadischer Politiker, Vizegouverneur von Prince Edward Island
- Rogers, Bernard (1893–1968), US-amerikanischer Komponist
- Rogers, Bernard W. (1921–2008), US-amerikanischer General
- Rogers, Billie (1917–2014), US-amerikanische Jazztrompeterin und Sängerin des Swing
- Rogers, Bob, US-amerikanischer Filmproduzent, Autor, Regisseur und künstlerischer Gestalter
- Rogers, Brad, US-amerikanischer Schiedsrichter im American Football
- Rogers, Brandon (* 1982), US-amerikanisch-deutscher Eishockeyspieler
- Rogers, Bruce Holland (* 1958), US-amerikanischer Science-Fiction-, Fantasy- und Horrorautor
- Rogers, Buddy (1921–1992), US-amerikanischer Wrestler
- Rogers, Bunny (* 1990), US-amerikanische Künstlerin
- Rogers, Byron G. (1900–1983), US-amerikanischer Politiker
- Rogers, Caitrin, amerikanische Filmproduzentin und Filmeditorin
- Rogers, Camryn (* 1999), kanadische Hammerwerferin
- Rogers, Carl (1902–1987), US-amerikanischer Psychologe, Jugend-Psychotherapeut und AutorCarl Rogers (1902–1987)

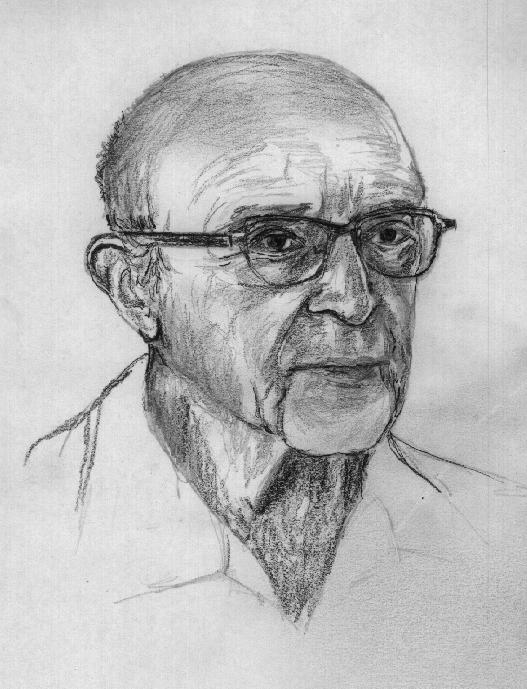
Carl Rogers (1902–1987)

- Rogers, Charles (1800–1874), US-amerikanischer Politiker
- Rogers, Charles (1904–1999), US-amerikanischer Schauspieler, Filmproduzent und Jazzmusiker
- Rogers, Charles (* 1937), US-amerikanischer Segler
- Rogers, Charles R. (1892–1957), US-amerikanischer Filmproduzent
- Rogers, Charley (1887–1956), britischer Schauspieler, Regisseur und Drehbuchautor
- Rogers, Chloe (* 1985), britische Hockeyspielerin
- Rogers, Chris (* 1954), neuseeländischer Mathematiker
- Rogers, Claude (1920–2005), englischer Mathematiker
- Rogers, Clifford J. (* 1967), US-amerikanischer Historiker
- Rogers, Clifford Joy (1897–1962), US-amerikanischer Politiker
- Rogers, Craig G. (* 1971), US-amerikanischer Urologe
- Rogers, Craven C. Jr. (1934–2016), US-amerikanischer Offizier, Generalleutnant der US Air Force
- Rogers, Daniel (1754–1806), US-amerikanischer Politiker
- Rogers, Danny (* 1994), irischer Fußballspieler
- Rogers, David Clayton (* 1977), US-amerikanischer Schauspieler, Autor und Filmproduzent
- Rogers, Dayton Leroy (* 1953), US-amerikanischer Serienkiller
- Rogers, Donald C., US-amerikanischer Tontechniker
- Rogers, Douglas (1941–2020), kanadischer Judoka
- Rogers, Dwight L. (1886–1954), US-amerikanischer Politiker
- Rogers, Edith Nourse (1881–1960), US-amerikanische Politikerin
- Rogers, Edward (1787–1857), US-amerikanischer Jurist und Politiker
- Rogers, Edward III. (* 1969), kanadischer Unternehmer
- Rogers, Edward Samuel (1933–2008), kanadischer Unternehmer
- Rogers, Elizabeth Barlow (* 1936), US-amerikanische Landschaftsarchitektin und Stadtplanerin
- Rogers, Emily (* 1998), australische Synchronschwimmerin
- Rogers, Eric (1921–1981), britischer Komponist, Dirigent und Arrangeur
- Rogers, Ernest E. (1866–1945), US-amerikanischer Politiker
- Rogers, Ernesto Nathan (1909–1969), italienischer Architekt und Architekturtheoretiker
- Rogers, Eugene R. (1924–2017), US-amerikanischer Schwimmer
- Rogers, Ezekiel († 1660), englischer Puritaner und Siedlerpionier in Neuengland
- Rogers, Fairman (1833–1900), US-amerikanischer Bauingenieur, Pferdeexperte, Kunstmanager
- Rogers, Fred (1928–2003), US-amerikanischer FernsehmoderatorFred Rogers (1928–2003)

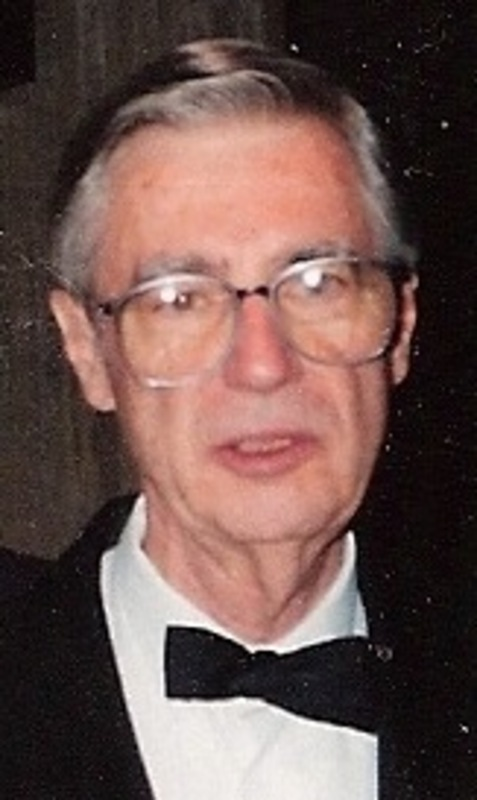
Fred Rogers (1928–2003)

- Rogers, Gary (* 1981), irischer Fußballtorhüter
- Rogers, George F. (1887–1948), US-amerikanischer Politiker
- Rogers, Gerda (* 1942), österreichische AstrologinGerda Rogers (* 1942)

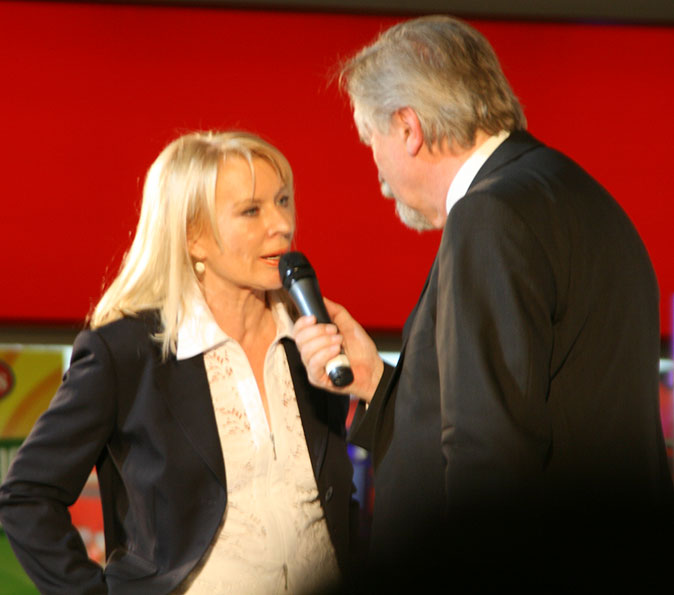
Gerda Rogers (* 1942)

- Rogers, Gil (1934–2021), US-amerikanischer Schauspieler
- Rogers, Ginger (1911–1995), US-amerikanische Schauspielerin
- Rogers, Gordon B. (1901–1967), US-amerikanischer Offizier und Generalleutnant der United States Army
- Rogers, Graham (* 1990), US-amerikanischer Schauspieler
- Rogers, Gregory (* 1948), australischer Schwimmer
- Rogers, Gretchen Woodman (1881–1967), US-amerikanische Malerin
- Rogers, Hal (* 1937), US-amerikanischer Politiker der Republikanischen Partei
- Rogers, Hartley (1926–2015), US-amerikanischer Mathematiker
- Rogers, Henk (* 1953), niederländischer Computerspiele-Entwickler und Unternehmer
- Rogers, Henry Darwin (1808–1866), US-amerikanischer Geologe und Hochschullehrer
- Rogers, Ian (* 1960), australischer Schachspieler
- Rogers, Iris (* 1930), englische Badmintonspielerin
- Rogers, Ivan (* 1960), britischer Diplomat
- Rogers, Jake Wesley (* 1996), US-amerikanischer Sänger und Songwriter
- Rogers, James (1795–1873), US-amerikanischer Politiker
- Rogers, James (* 1933), guyanischer Sprinter
- Rogers, James Hotchkiss (1857–1940), US-amerikanischer Organist und Komponist
- Rogers, Jane (* 1952), britische Autorin
- Rogers, Jane A. (* 1960), US-amerikanische Schauspielerin
- Rogers, Jason (* 1983), US-amerikanischer Säbelfechter
- Rogers, Jason (* 1991), Sprinter von St. Kitts und Nevis
- Rogers, Jean (1916–1991), US-amerikanische Schauspielerin
- Rogers, Jesse (1911–1973), US-amerikanischer Old-Time- und Country-Musiker
- Rogers, Jim (1935–2014), US-amerikanischer Politiker (Demokratische Partei)
- Rogers, Jim (* 1942), US-amerikanischer Hedgefondsmanager und SchriftstellerJim Rogers (* 1942)

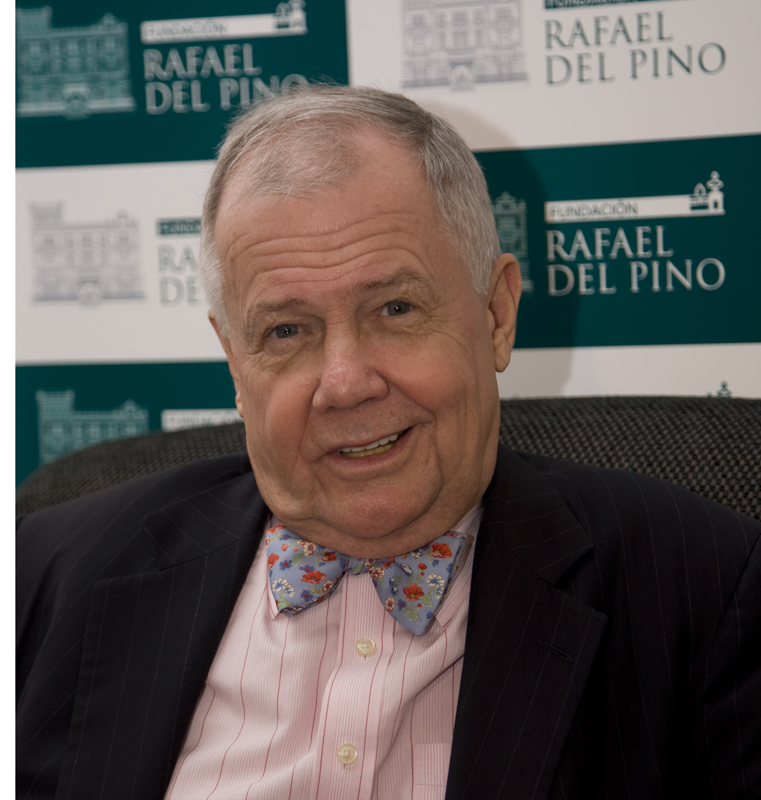
Jim Rogers (* 1942)

- Rogers, Jimmy (1924–1997), US-amerikanischer Blues-Gitarrist
- Rogers, Joe (1964–2013), US-amerikanischer Politiker
- Rogers, John († 1555), englischer katholischer Priester und Theologe, dann protestantischer Geistlicher und Märtyrer
- Rogers, John (1723–1789), US-amerikanischer Politiker
- Rogers, John (1813–1879), US-amerikanischer Politiker
- Rogers, John (1829–1904), amerikanischer Bildhauer
- Rogers, John (1838–1901), US-amerikanischer Politiker
- Rogers, John (* 1947), irischer Rechtsanwalt, Generalstaatsanwalt
- Rogers, John A. (* 1967), US-amerikanischer Physiker und Chemiker
- Rogers, John F. W. (* 1956), US-amerikanischer Manager und Regierungsbeamter
- Rogers, John H. (1845–1911), US-amerikanischer Jurist und Politiker
- Rogers, John Jacob (1881–1925), US-amerikanischer Politiker
- Rogers, John Raphael (1856–1934), US-amerikanischer Erfinder
- Rogers, Johnny (* 1963), US-amerikanischer Basketballspieler
- Rogers, Jonathan P., US-amerikanischer Anwalt und Politiker
- Rogers, Julia Rebecca (1854–1944), US-amerikanische Suffragistin und Philanthropin
- Rogers, Julie (* 1943), britische Sängerin
- Rogers, Kasey (1925–2006), US-amerikanische Schauspielerin und Rennfahrerin
- Rogers, Kenny, US-amerikanischer Jazzmusiker (Saxophon)
- Rogers, Kenny (1938–2020), US-amerikanischer Country-Sänger, Songwriter und SchauspielerKenny Rogers (1938–2020)

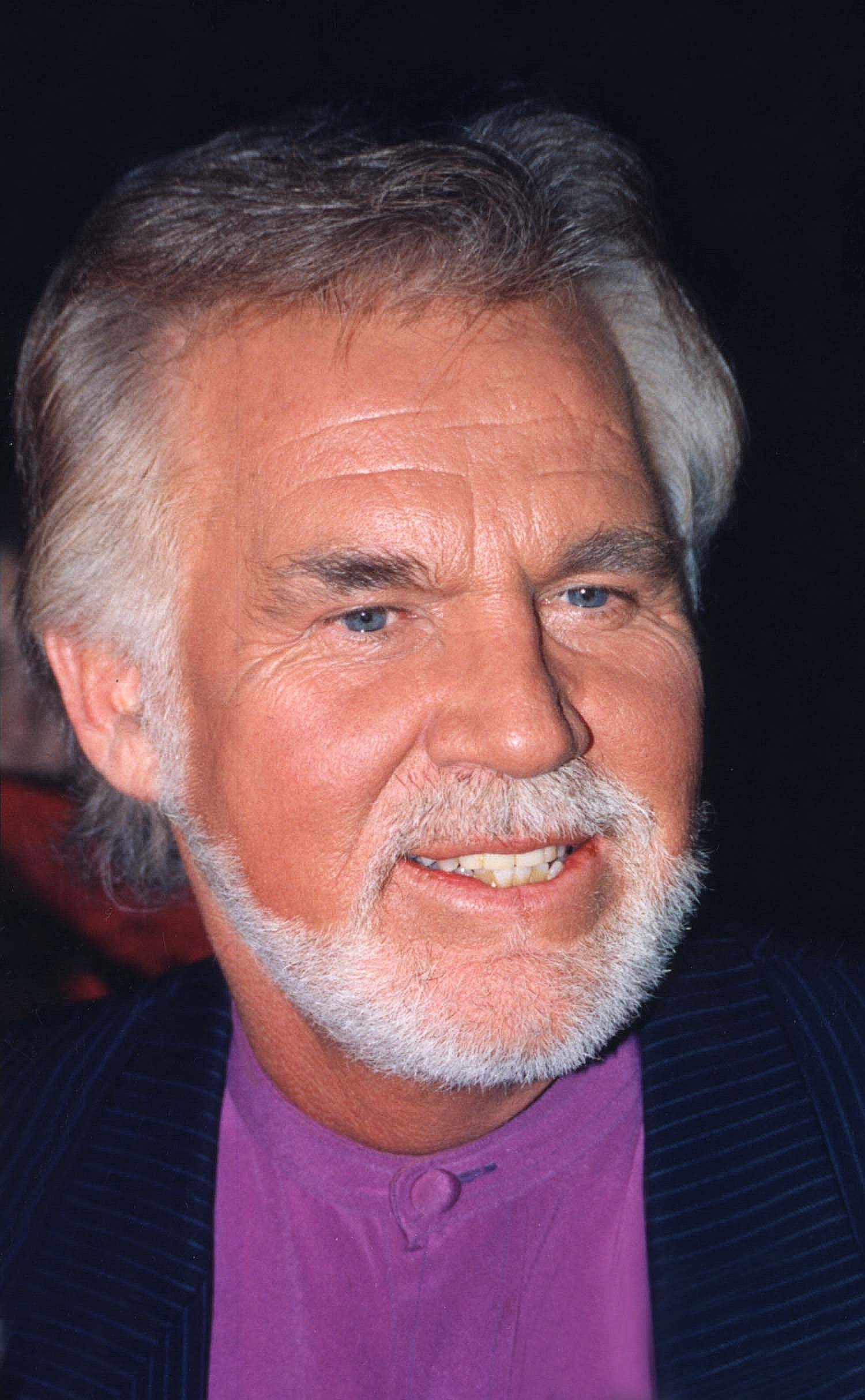
Kenny Rogers (1938–2020)

- Rogers, Kenny (* 1964), US-amerikanischer Baseballspieler
- Rogers, Kim (* 1980), kanadische Fußballspielerin
- Rogers, Kimaree (* 1994), Fußballspieler von St. Kitts und Nevis
- Rogers, Kylie (* 2004), US-amerikanische Schauspielerin
- Rogers, Leonard James (1862–1933), britischer Mathematiker
- Rogers, Lynn (* 1939), US-amerikanischer Biologe
- Rogers, Lynn (* 1958), US-amerikanischer Politiker der Demokratischen Partei
- Rogers, Maggie (* 1994), US-amerikanische Sängerin, Songwriterin und Produzentin
- Rogers, Marc E., US-amerikanischer Offizier, Generalleutnant der US Air Force
- Rogers, Marshall (1950–2007), US-amerikanischer Comiczeichner
- Rogers, Martha Elisabeth (1914–1994), amerikanische Pflegetheoretikerin und -forscherin
- Rogers, Martin (1925–2012), britischer Diplomat
- Rogers, Matthew Dionysius (* 1968), US-amerikanischer Schriftsteller
- Rogers, Melville (1899–1973), kanadischer Eiskunstläufer
- Rogers, Michael (* 1964), US-amerikanischer Aktivist für die Rechte homosexueller Menschen
- Rogers, Michael (* 1979), australischer Radrennfahrer
- Rogers, Michael S. (* 1959), US-amerikanischer Marineoffizier, Vizeadmiral und Befehlshaber der zehnten US-Flotte
- Rogers, Michelle (* 1976), britische Judoka
- Rogers, Mick (* 1946), englischer Gitarrist
- Rogers, Mike (* 1954), kanadischer Eishockeyspieler
- Rogers, Mike D. (* 1958), US-amerikanischer Politiker (Republikanische Partei)
- Rogers, Mike J. (* 1963), US-amerikanischer Politiker
- Rogers, Millicent (1902–1953), US-amerikanische Schmuckdesignerin, Kunstsammlerin und Aktivistin
- Rogers, Mimi (* 1956), US-amerikanische SchauspielerinMimi Rogers (* 1956)

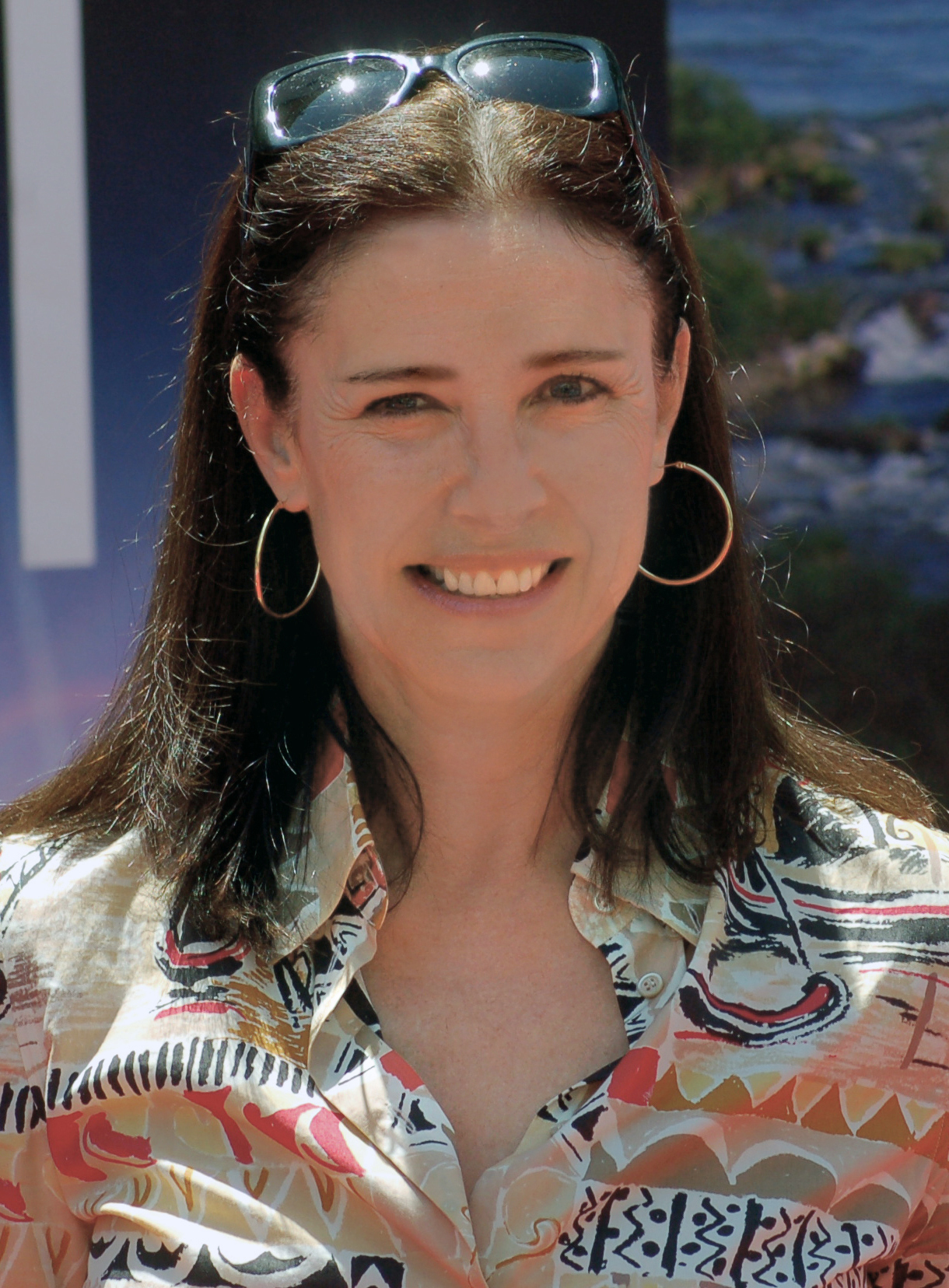
Mimi Rogers (* 1956)

- Rogers, Morgan (* 2002), englischer Fußballspieler
- Rogers, Morgan Callan (* 1952), US-amerikanische Schriftstellerin, Journalistin und Schauspielerin
- Rogers, Nancy H. (* 1948), US-amerikanische Juristin und Politikerin
- Rogers, Naomi (* 1958), australische Historikerin
- Rogers, Nathanael (* 1987), US-amerikanischer Biathlet
- Rogers, Nathaniel (1787–1844), US-amerikanischer Miniaturmaler
- Rogers, Natosha (* 1991), US-amerikanische Leichtathletin
- Rogers, Neomia (* 1940), US-amerikanische Hochspringerin
- Rogers, Nicholas (* 1969), australischer Filmschauspieler und Fotomodell
- Rogers, Nick (* 1977), britischer Segler
- Rogers, Nigel (1935–2022), britischer Opernsänger (Tenor), Dirigent und Gesangspädagoge
- Rogers, Norman McLeod (1894–1940), kanadischer Rechtsanwalt, Richter und Politiker der Liberalen Partei
- Rogers, Olan (* 1987), US-amerikanischer Komiker, Synchronsprecher, Schauspieler und Autor
- Rogers, Patrick (1900–1963), irischer Politiker
- Rogers, Paul, US-amerikanischer Filmeditor
- Rogers, Paul (1905–1990), US-amerikanischer Unternehmer
- Rogers, Paul (1917–2013), britischer Schauspieler in Film, Fernsehen und Theater
- Rogers, Paul (* 1943), britischer Politikwissenschaftler
- Rogers, Paul (* 1956), britischer Bassist
- Rogers, Paul (* 1973), australischer Basketballspieler
- Rogers, Paul Grant (1921–2008), amerikanischer Politiker und Abgeordneter
- Rogers, Peter (1914–2009), britischer Filmproduzent und Autor
- Rogers, Phil (1951–2020), britischer Keramiker
- Rogers, Philip (1908–1961), kanadischer Segler
- Rogers, Philip (* 1971), australischer Schwimmer
- Rogers, Raevyn (* 1996), US-amerikanische Leichtathletin
- Rogers, Raf, kanadischer Schauspieler und Synchronsprecher
- Rogers, Randolph (1825–1892), US-amerikanischer Bildhauer
- Rogers, Reuben (* 1974), amerikanischer Jazzmusiker (Kontrabass, Bassgitarre)
- Rogers, Richard (1933–2021), britischer Architekt und Pritzker-Preisträger 2007Richard Rogers (1933–2021)

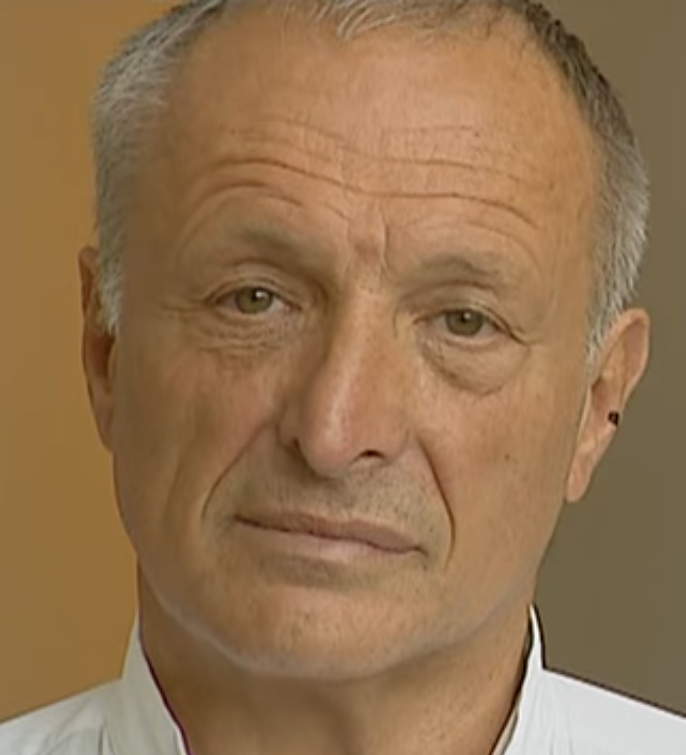
Richard Rogers (1933–2021)

- Rogers, Richard D., US-amerikanischer Tontechniker
- Rogers, Richard Reid (1868–1949), US-amerikanischer Jurist
- Rogers, Rico (* 1978), neuseeländischer Straßenradrennfahrer
- Rogers, Robbie (* 1987), US-amerikanischer Fußballspieler
- Rogers, Robert (1731–1795), britisch-amerikanischer Offizier
- Rogers, Robert (1865–1936), kanadischer Politiker
- Rogers, Robert Gordon (1919–2010), kanadischer Manager, Vizegouverneur von British Columbia
- Rogers, Robert William (1864–1930), US-amerikanischer Religionswissenschaftler und Altorientalist
- Rogers, Rodney (* 1971), US-amerikanischer Basketballspieler
- Rogers, Rosemary (1932–2019), amerikanische Schriftstellerin
- Rogers, Roy (1911–1998), US-amerikanischer Country-Sänger und SchauspielerRoy Rogers (1911–1998)

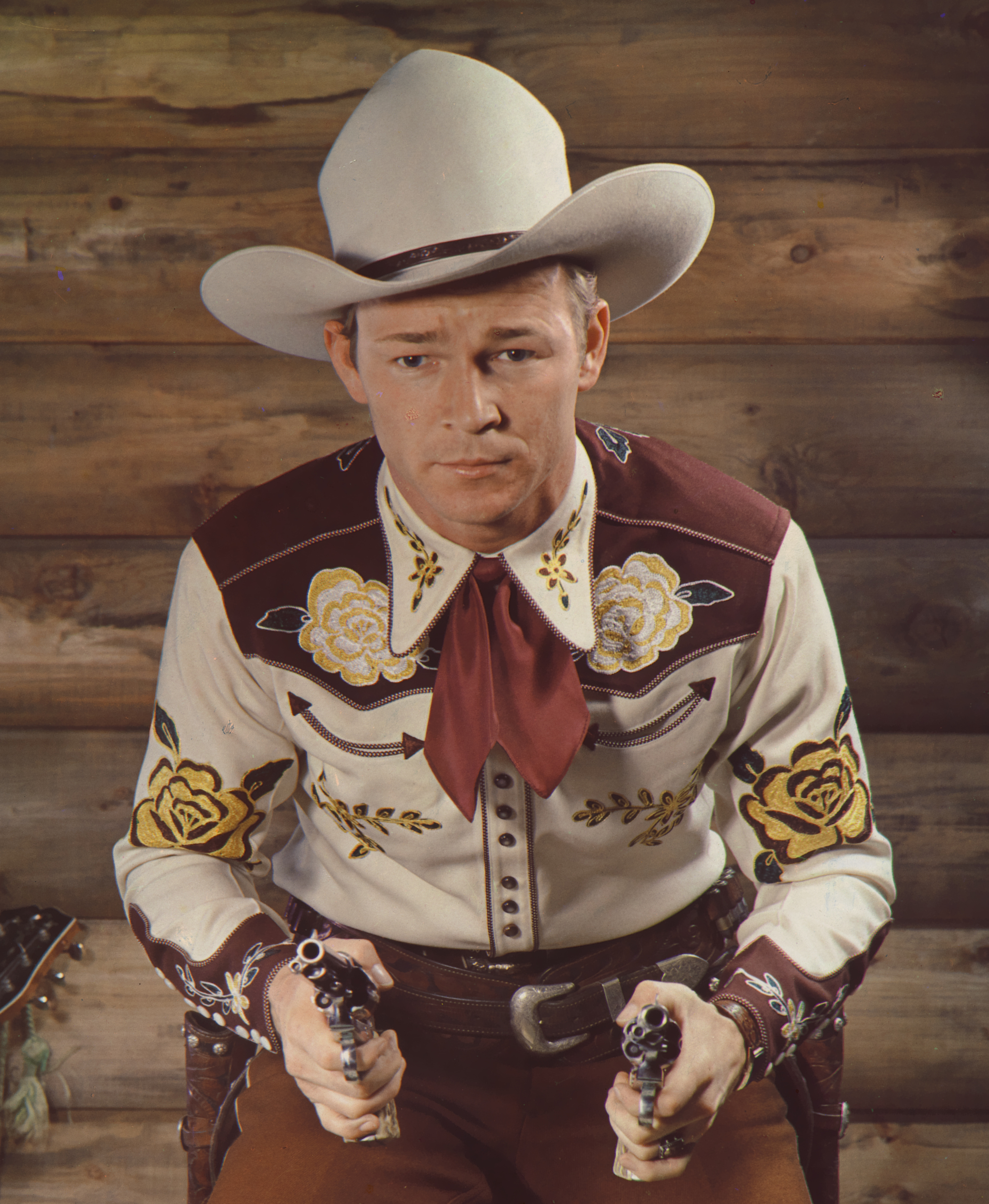
Roy Rogers (1911–1998)

- Rogers, Roy (* 1950), amerikanischer Gitarrist und Musikproduzent
- Rogers, Russell L. (1928–1967), US-amerikanischer Astronaut und Testpilot
- Rogers, Samuel St. George (1832–1880), US-amerikanischer Jurist, Plantagenbesitzer, Politiker und Offizier
- Rogers, Shawnta (* 1976), US-amerikanischer Basketballspieler
- Rogers, Shelby (* 1992), US-amerikanische Tennisspielerin
- Rogers, Shorty (1924–1994), US-amerikanischer Jazzmusiker (Trompete, Flügelhorn, Arrangement)
- Rogers, Sion Hart (1825–1874), US-amerikanischer Politiker
- Rogers, Stan (1949–1983), kanadischer Folk-Music-Sänger und Songwriter
- Rogers, Su (* 1939), britische Architektin
- Rogers, Suzanne (* 1943), US-amerikanische Schauspielerin
- Rogers, Thomas (1927–2007), US-amerikanischer Autor und Hochschullehrer an der Penn State University
- Rogers, Thomas Edward (1912–1999), britischer Botschafter
- Rogers, Thomas Jones (1781–1832), irisch-amerikanischer Politiker
- Rogers, Thurlow (* 1960), US-amerikanischer Radrennfahrer
- Rogers, Todd (* 1973), US-amerikanischer Beachvolleyball-Spieler
- Rogers, Tristan (1946–2025), australischer Schauspieler
- Rogers, Walter E. (1908–2001), US-amerikanischer Politiker
- Rogers, Wayne (1933–2015), US-amerikanischer Schauspieler und Unternehmer
- Rogers, Weldon (1927–2004), US-amerikanischer Country- und Rockabilly-Musiker sowie Produzent
- Rogers, Will (1879–1935), US-amerikanischer Komiker und EntertainerWill Rogers (1879–1935)

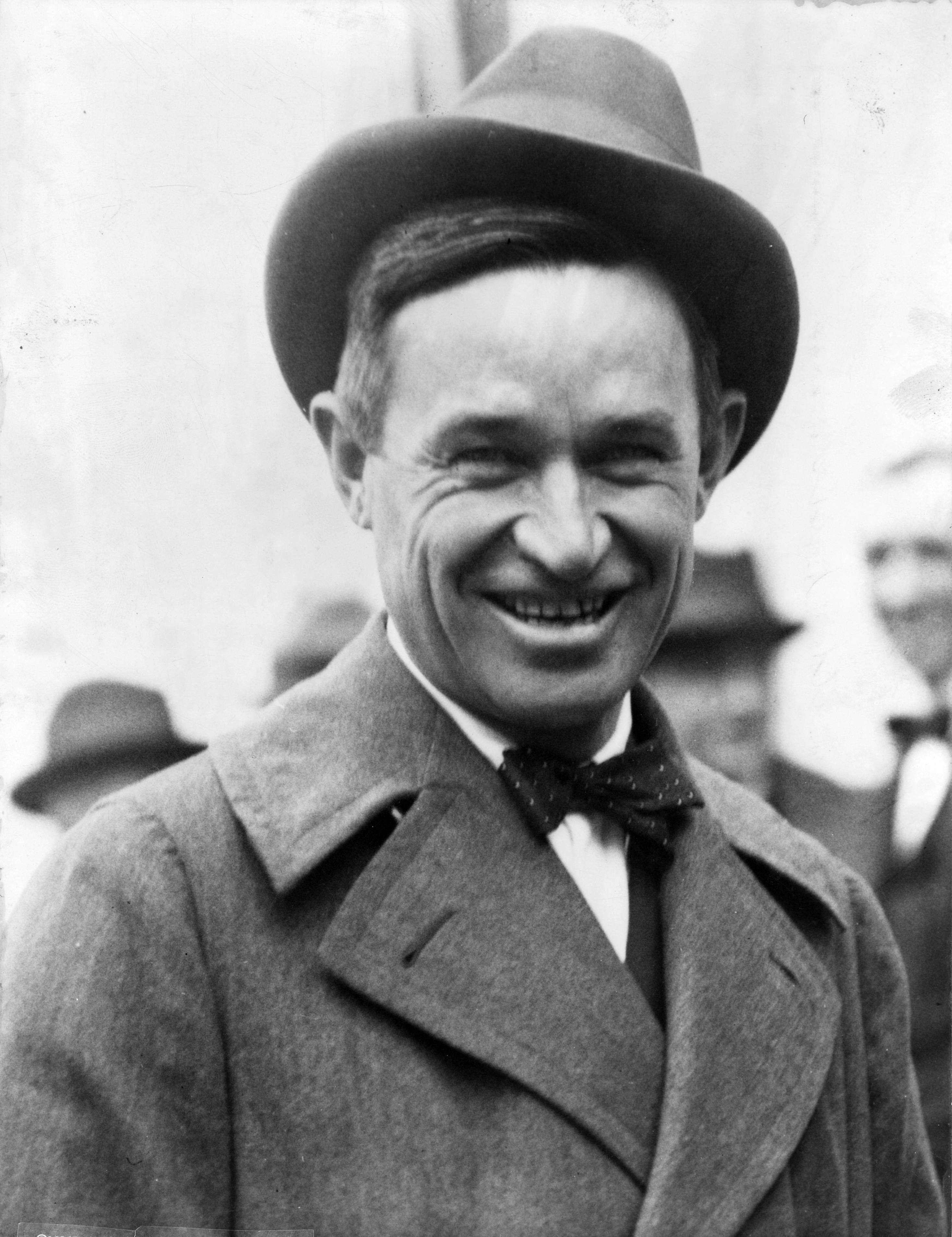
Will Rogers (1879–1935)

- Rogers, Will (1898–1983), US-amerikanischer Politiker
- Rogers, Will junior (1911–1993), US-amerikanischer Politiker und Schauspieler
- Rogers, William, englischer Kupferstecher
- Rogers, William Barton (1804–1882), US-amerikanischer Physiker und Geologe
- Rogers, William Charles (* 1951), US-amerikanischer Golfspieler
- Rogers, William D. (1927–2007), US-amerikanischer Diplomat und Rechtsanwalt
- Rogers, William Findlay (1820–1899), US-amerikanischer Politiker
- Rogers, William Gibbs (1792–1875), britischer Bild- und Holzschnitzer
- Rogers, William Nathaniel (1892–1945), US-amerikanischer Politiker
- Rogers, William P. (1913–2001), US-amerikanischer Politiker
- Rogers, Woodes († 1732), Freibeuter, Gouverneur der Bahamas und Vorlage für Robinson CrusoeWoodes Rogers († 1732)

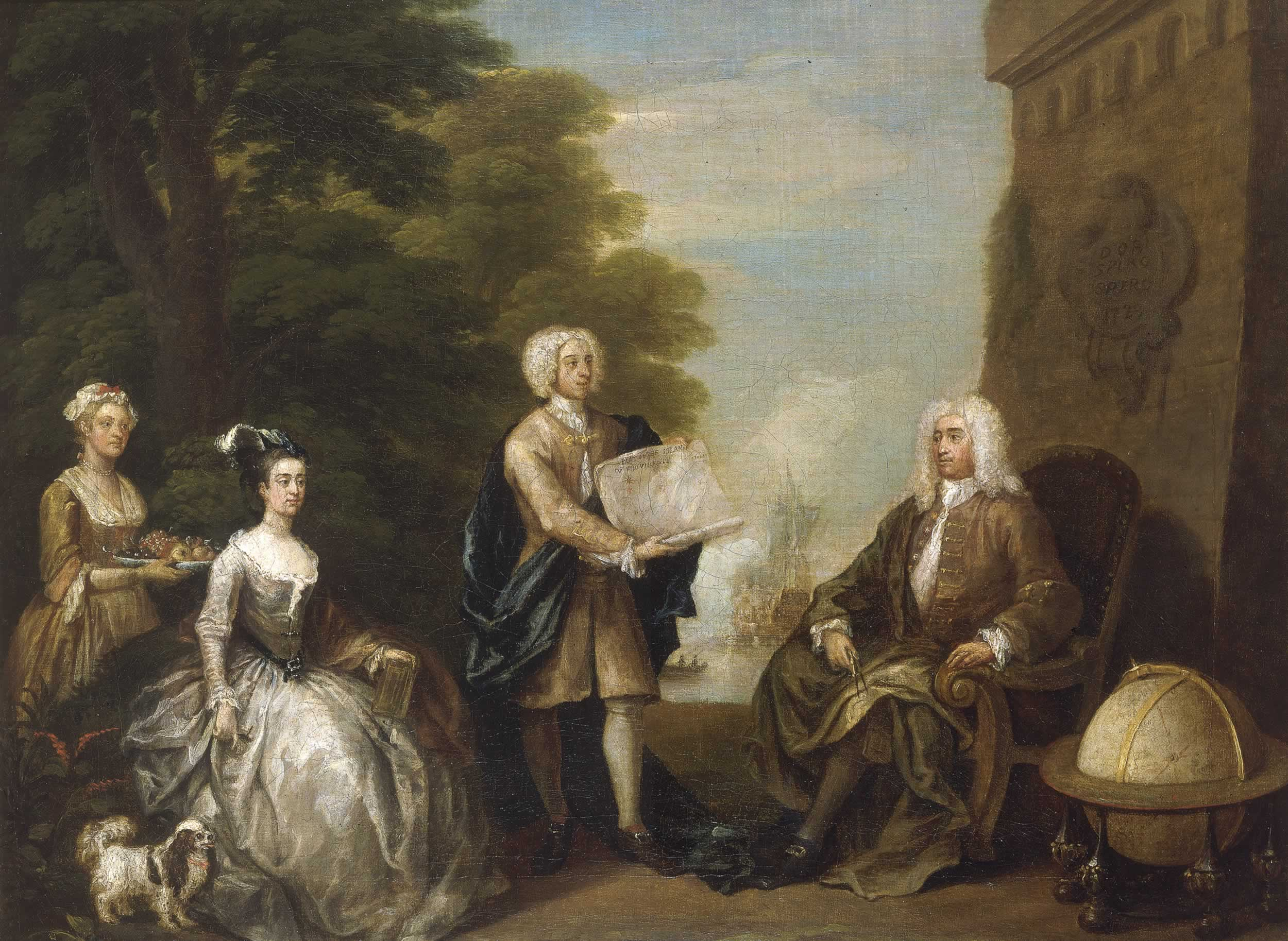
Woodes Rogers († 1732)

- Rogers, Wynn (1919–1998), US-amerikanischer Badmintonspieler
- Rogers, Yvonne, amerikanische Jazz- und Improvisationsmusikerin (Piano, Komposition)
- Rogers-Altmann, Ruth (1917–2015), US-amerikanische Malerin und Modedesignerin
- Rogerson, Barry (* 1936), britischer Theologe; Bischof von Bristol
- Rogerson, Logan (* 1998), neuseeländischer Fußballspieler

#### Roges
- Rogestedt, Johan (* 1993), schwedischer Mittelstreckenläufer

#### Roget
- Roget, Léon (1858–1909), belgischer Soldat und Kolonialadministrator
- Roget, Peter Mark (1779–1869), englischer Lexikograph

#### Rogez
- Rogez, Ernest (1908–1986), französischer Wasserballspieler

### Rogg
- Rogg, Dominik (1805–1865), Schweizer Richter, Politiker und Klosterverwalter
- Rogg, Eduard (1807–1875), Schweizer Grossrat, Oberrichter und Wohltäter
- Rogg, Franz (1886–1966), deutscher Sanitätsoffizier und Hautarzt
- Rogg, Gertrud (* 1960), deutsche Journalistin
- Rogg, Ignaz (1795–1886), deutscher Forstwissenschaftler und Mathematiker
- Rogg, Johann Conrad (1628–1683), Schweizer Schultheiss und Gastwirt
- Rogg, Joseph Dominik (1777–1816), Schweizer Regierungsrat
- Rogg, Karl Martin (1836–1901), Schweizer Grossrat und Oberrichter
- Rogg, Lionel (* 1936), Schweizer Organist und Komponist
- Rogg, Matthias (* 1963), deutscher Offizier (Oberst) und Historiker mit Schwerpunkt Militärgeschichte
- Rogg, Olivier (* 1960), Schweizer Jazzmusiker, Komponist und Orgelimprovisator
- Rogg, Placidus (1769–1830), Schweizer Schultheiss, Regierungsrat, Tagsatzungsgesandter sowie Offizier in niederländischen Diensten
- Roggan, Pheline (* 1981), deutsche SchauspielerinPheline Roggan (* 1981)

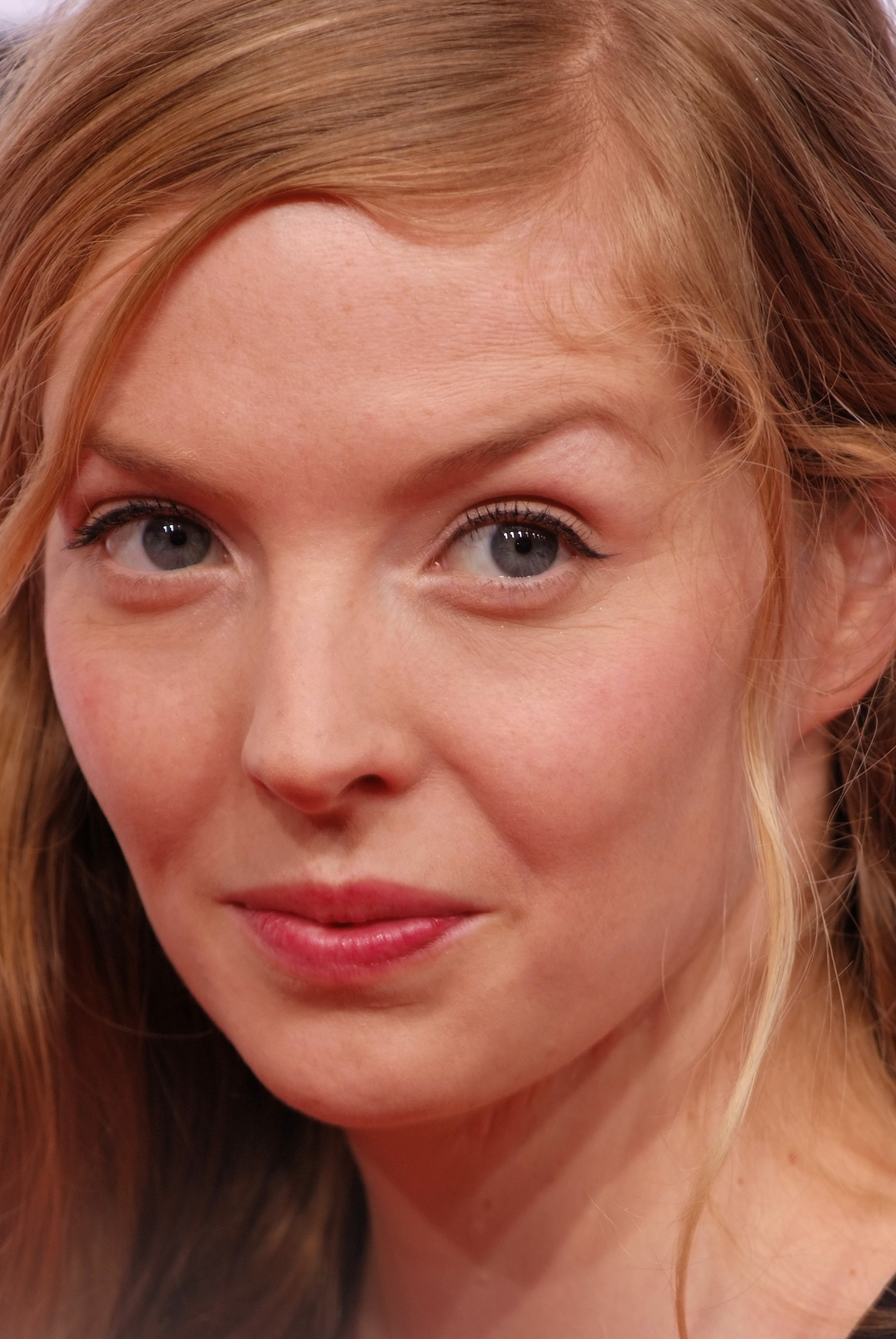
Pheline Roggan (* 1981)

- Roggan, Ricarda (* 1972), deutsche Fotografin
- Rogge, Adolf (1827–1886), deutscher Theologe und Lokalhistoriker
- Rogge, Alma (1894–1969), niedersächsische Schriftstellerin
- Rogge, Bente (* 1997), niederländische Wasserballspielerin
- Rogge, Bernhard (1831–1919), deutscher evangelischer Theologe und Hofprediger
- Rogge, Bernhard (1899–1982), deutscher MarineoffizierBernhard Rogge (1899–1982)

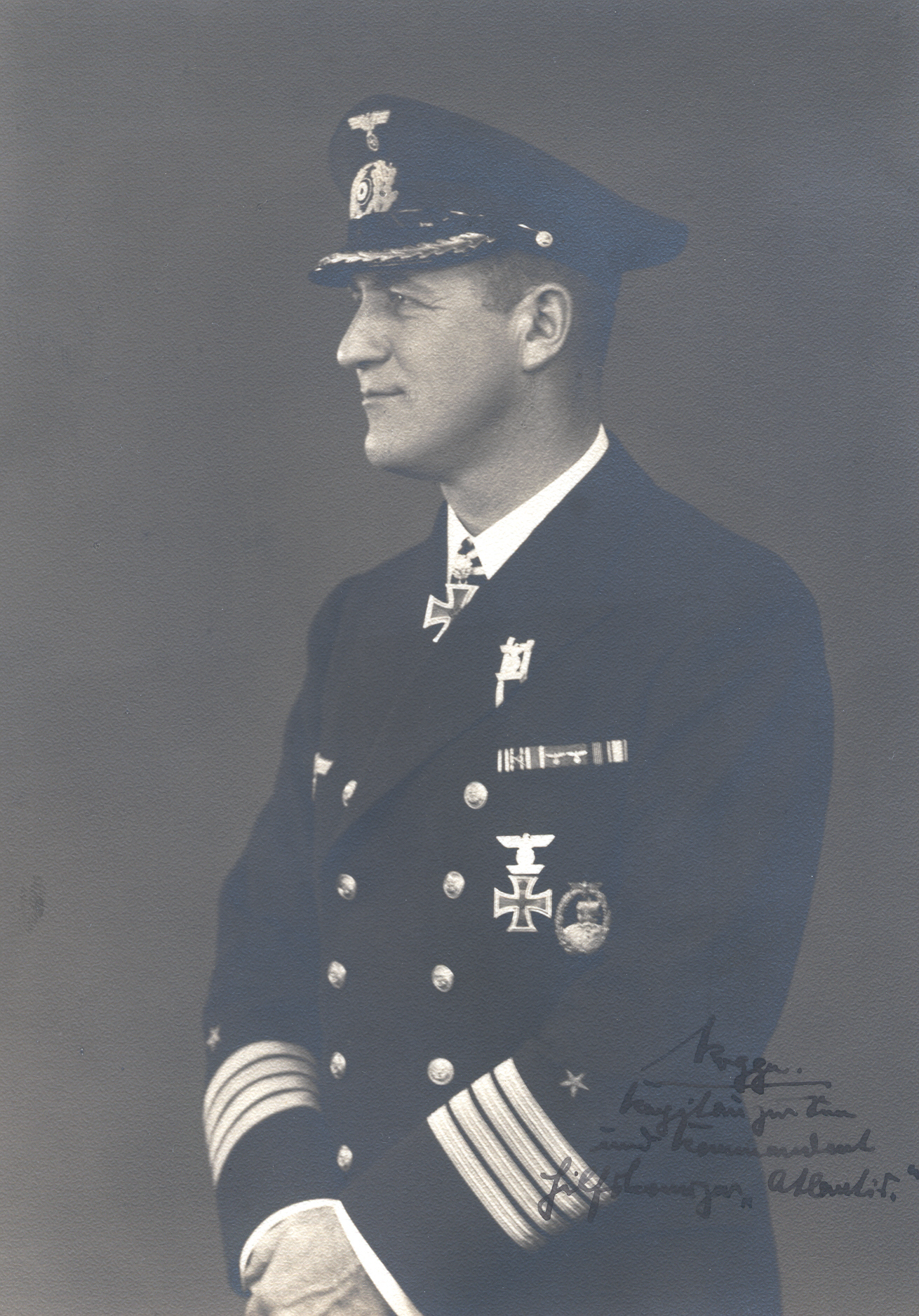
Bernhard Rogge (1899–1982)

- Rogge, Christian (1848–1933), deutscher Lehrer und Philologe
- Rogge, Christian (1864–1912), deutscher evangelischer Geistlicher und Generalsuperintendent der Rheinprovinz (1911–1912)
- Rogge, Cornelius (1932–2023), niederländischer Bildhauer
- Rogge, Dieter (1946–2022), deutscher Maler, Zeichner, Grafiker und Lyriker
- Rogge, Emy (1866–1959), deutsche Malerin und Radiererin
- Rögge, Ernst Friedrich Wilhelm (1829–1908), deutscher Historienmaler und Freskant
- Rogge, Felix (* 1989), deutscher Goalballer
- Rogge, Friedrich (1867–1932), deutscher Landrat und Verbandsvorsteher
- Rogge, Friedrich Wilhelm (1808–1889), deutscher Dichter
- Rogge, Georg (1929–2023), deutscher Kommunalpolitiker (SPD)
- Rogge, Gustav W. (1903–1987), deutscher Bauingenieur und Bauunternehmer
- Rogge, Heinrich (1886–1966), deutscher Völkerrechtler
- Rogge, Heinz (* 1927), deutscher Fußballspieler
- Rogge, Helmuth (1891–1976), deutscher Historiker und Archivar
- Rogge, Herbert (* 1947), deutscher Handballspieler
- Rogge, Jacques (1942–2021), belgischer orthopädischer Chirurg, Präsident des Internationalen Olympischen Komitees
- Rogge, Jan-Uwe (* 1947), deutscher Autor, Erziehungsberater und KolumnistJan-Uwe Rogge (* 1947)

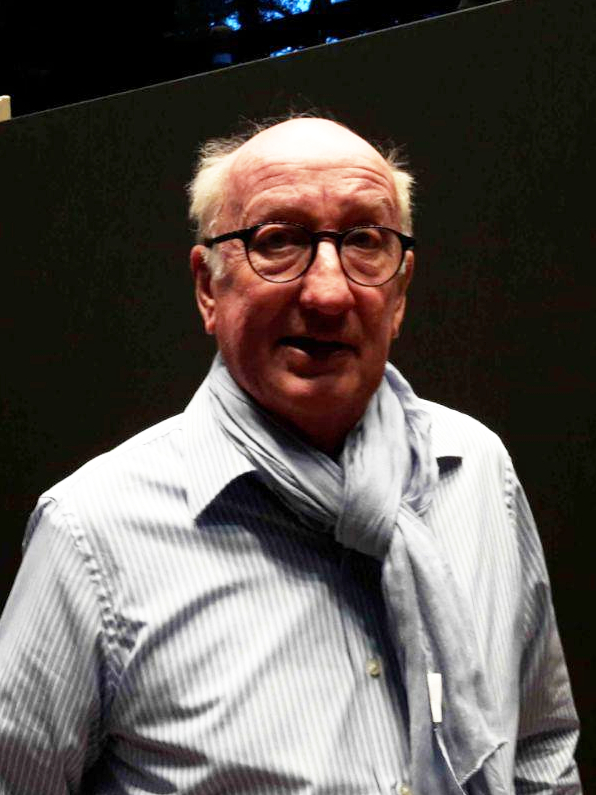
Jan-Uwe Rogge (* 1947)

- Rogge, Joachim (1929–2000), deutscher evangelischer Theologe, Bischof der Evangelischen Kirche der Schlesischen Oberlausitz (1985–1994)
- Rogge, Johannes Friedrich (1898–1983), deutscher Bildhauer
- Rogge, Jörg (* 1962), deutscher Historiker
- Rogge, Jürgen (1940–2021), deutscher Psychiater, Gutachter und Schriftstellerarzt
- Rogge, Lieke (* 2000), niederländische Wasserballspielerin
- Rogge, Lola (1908–1990), deutsche Tänzerin, Choreografin und Pädagogin
- Rogge, Maik (* 1985), deutscher Theater- und Filmschauspieler
- Rogge, Marie (1818–1908), deutsche Frauenrechtlerin
- Rogge, Maximilian (1866–1940), deutscher Vizeadmiral und Staatssekretär
- Rogge, O. John (1903–1981), amerikanischer Jurist und Pazifist
- Rogge, Philippe (* 1969), belgischer Manager und SegelsportlerPhilippe Rogge (* 1969)

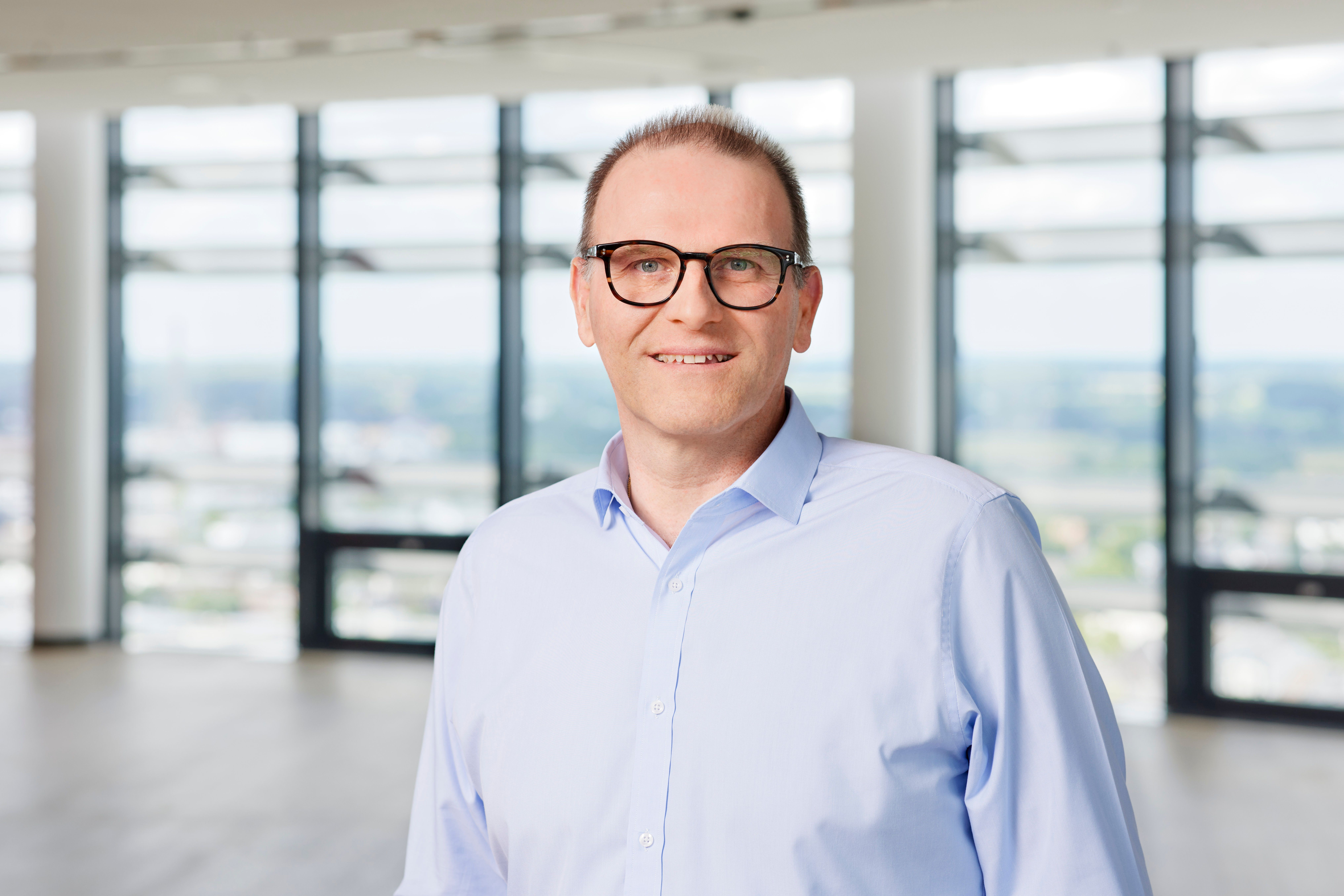
Philippe Rogge (* 1969)

- Rogge, Rabea, deutsche Raumfahreranwärterin
- Rogge, René (* 1985), deutscher Künstler
- Rogge, Rüdiger (* 1936), deutscher Jurist, Richter am Bundesgerichtshof
- Rogge, Theodor (1854–1933), deutscher Maler
- Rogge, Walter (1822–1892), deutscher Journalist
- Rogge-Börner, Sophie (1878–1955), deutsche Schriftstellerin
- Roggelin, Holger (* 1962), deutschamerikanischer evangelisch-lutherischer Theologe
- Roggemann, Diedrich Gerhard (1840–1900), deutscher Jurist und Politiker (NLP), Oldenburger Bürgermeister, MdR
- Roggemann, Herwig (* 1935), deutscher Jurist und Hochschullehrer
- Roggemann, Johann (1900–1981), deutscher Politiker (NSDAP) und NSDAP-Funktionär
- Roggen, Live Maria (* 1970), norwegische Jazzsängerin, Liedtexterin und Komponistin
- Roggenbach, Adam Xaver von (1750–1830), Oberhofmarschall des Fürstbistums Basel
- Roggenbach, August von (1798–1854), badischer Kriegsminister und Reorganisator der Armee
- Roggenbach, Franz von (1825–1907), deutscher Politiker (LRP), MdR
- Roggenbach, Hans J. (1940–2020), deutscher Arzt, Tauchmediziner und Autor
- Roggenbach, Johann Hartmann von (1620–1683), Landkomtur der Deutschordensballei Schwaben-Elsass-Burgund
- Roggenbach, Johann Konrad I. von (1618–1693), Fürstbischof von Basel
- Roggenbach, Sigismund von (1726–1794), Fürstbischof von Basel
- Roggenbock, Jochen (1947–2023), deutscher Politiker (SPD), MdL
- Roggenbock, Mirko (* 1975), deutscher Schauspieler
- Roggenbuck, Carsten, Musikproduzent
- Roggenbuck, Ellen (* 1956), deutsche Juristin, Richterin am Bundesgerichtshof
- Roggenbuck, Helene (1914–1995), deutsche Widerstandskämpferin und Historikerin
- Roggenburk, Anna (* 2003), US-amerikanische Tennisspielerin
- Roggendorf, Heinrich (1926–1988), deutscher Schriftsteller
- Roggendorf, Michael (* 1946), deutscher Virologe und Hochschullehrer
- Roggendorf, Peer (* 1977), deutscher Schauspieler
- Roggendorf, Rolf (* 1939), deutscher Bahnradsportler
- Roggendorf, Wolfgang (1944–2012), deutscher Pathologe
- Roggenkamp, Antje (* 1962), deutsche evangelische Theologin
- Roggenkamp, Hans (1910–1986), deutscher Bauhistoriker und Denkmalpfleger
- Roggenkamp, Heinz (1891–1966), deutscher Schauspieler, Regisseur und Hörspielsprecher
- Roggenkamp, Josef (1897–1973), deutscher Politiker der CDU und des Zentrums
- Roggenkamp, Kirsten (* 1945), deutsche Sprinterin
- Roggenkamp, Klaus Wilhelm (1940–2021), deutscher Mathematiker
- Roggenkamp, Viola (* 1948), deutsche SchriftstellerinViola Roggenkamp (* 1948)

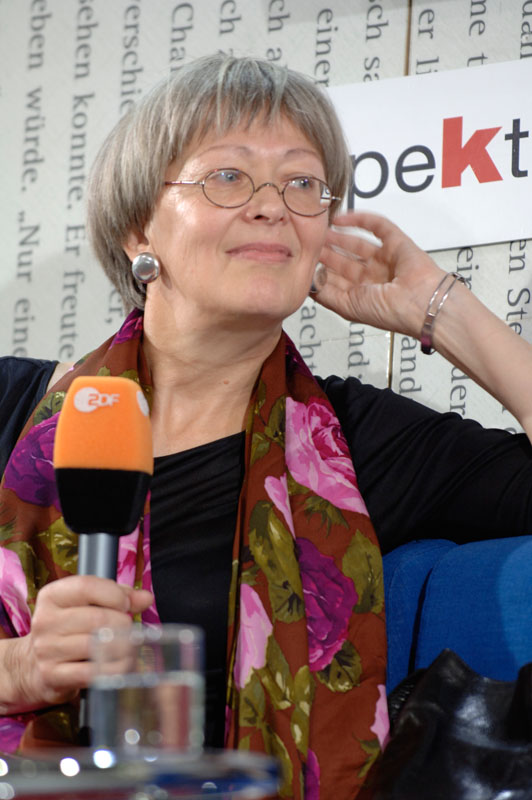
Viola Roggenkamp (* 1948)

- Roggenkamp, Walther (1926–1995), deutscher Grafiker, Maler und Bühnenbildner
- Roggenkämper, Peter (* 1941), deutscher Ophthalmologe und Hochschullehrer
- Roggensack, Gerd (1941–2024), deutscher Fußballspieler und -trainer
- Roggensack, Olaf (* 1997), deutscher Ruderer
- Roggensack, Oliver (* 1963), deutscher Fußballspieler und -trainer
- Roggensack, Patience Drake (* 1940), amerikanische Richterin
- Rogger, Franziska (* 1949), Schweizer Historikerin, Archivarin der Universität Bern und Feministin
- Rogger, Hans (1913–1982), Schweizer Politiker (Christlich-soziale Partei)
- Rogger, Hans (1923–2002), US-amerikanischer Historiker
- Rogger, Lorenz (1878–1954), Schweizer katholischer Geistlicher und Pädagoge
- Rogger, Sepp (1915–2011), Schweizer Eisschnellläufer
- Roggeveen, Jakob (1659–1729), niederländischer Seefahrer und Forschungsreisender
- Roggeveen, Job (* 1979), niederländischer Filmregisseur
- Róggia, Elói (* 1942), brasilianischer Ordensgeistlicher, emeritierter Prälat von Borba
- Roggiano, Alfredo A. (1919–1991), US-amerikanischer Dichter, Romanist und Hispanist argentinischer Herkunft
- Roggisch, Oliver (* 1978), deutscher HandballspielerOliver Roggisch (* 1978)

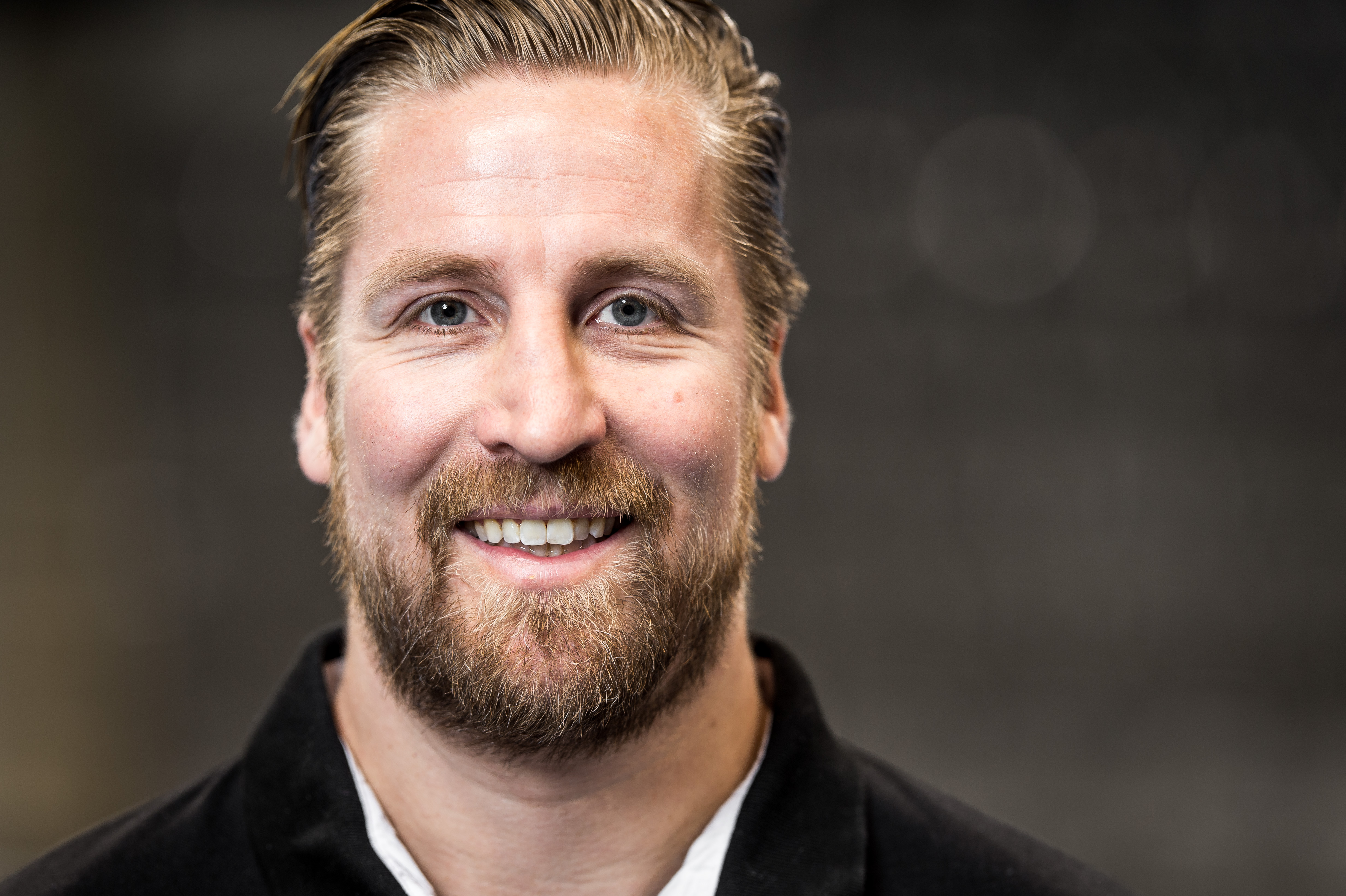
Oliver Roggisch (* 1978)

- Roggisch, Peter (1937–2001), deutscher Theater- und Filmschauspieler
- Röggla, Kathrin (* 1971), österreichische Schriftstellerin
- Roggo, Michel (* 1951), Schweizer Fotograf
- Roggon, Andrea (* 1981), deutsche Filmproduzentin, Filmregisseurin und Drehbuchautorin
- Roggors, Klaus (* 1956), deutscher Pianist und Komponist
- Roggow, Dieter (* 1948), deutscher Fußballspieler
- Roggow, Franz (* 2002), deutscher Fußballspieler
- Roggow, Hans (1921–2004), deutscher Fußballspieler und -trainer
- Roggow, Mario (* 1976), deutscher Moderator, Schauspieler, Stand-Up-Comedian und Coach

### Rogh
- Roghé, Herbert (1889–1985), deutscher Politiker (NSDAP) und Zahnarzt
- Roghman, Geertruydt (* 1625), niederländische Zeichnerin, Radiererin und Kupferstecherin
- Roghman, Magdalena (* 1637), niederländische Kupferstecherin
- Roghmann, Bernhard (1914–1990), deutscher Jurist, Kommunalpolitiker (CDU) und Oberbürgermeister von Bottrop

### Rogi
- Rogić, Davor (* 1971), kroatischer Schachspieler
- Rogić, Filip (* 1993), schwedisch-kroatischer Fußballspieler
- Rogic, Tom (* 1992), australischer Fußballspieler
- Rogić, Tomislav (* 1965), kroatischer Geistlicher und römisch-katholischer Bischof von Šibenik
- Rogie, Anthony (* 1991), französischer Fußballspieler
- Rogie, S. E. (1926–1994), sierra-leonischer Musiker
- Rogier, Charles (1800–1885), belgischer Staatsmann
- Rogier, Philippe († 1596), franko-flämischer Komponist und Kapellmeister der Renaissance
- Rogier, Pierre († 1324), französischer Abt und Bischof
- Rogiers, Emiel (1923–1998), belgischer Radrennfahrer
- Rogiers, Rudy (* 1961), belgischer Radrennfahrer
- Rogiers, Saar, belgische Schauspielerin
- Rogiers, Xavier (1956–2019), belgischer Chirurg
- Rogina, Radoslav (* 1979), kroatischer Radrennfahrer
- Roginski, Arseni Borissowitsch (1946–2017), russischer Historiker und Menschenrechtler
- Rogiński, Raphael (* 1977), polnischer E-Gitarrist
- Rogister, Marie-Louise von (1899–1991), deutsche Künstlerin und Malerin des Informel
- Rogister, Maximilian von (1898–1984), deutscher Jurist und Industrieller
- Rogivue, Auguste (1812–1869), Schweizer Politiker

### Rogl
- Rogl, Armin (* 1976), österreichischer Radiomoderator
- Rogl, Helmut (* 1960), österreichischer Komponist
- Rogl, Johann (1826–1899), österreichischer Politiker
- Rogl, John (* 1996), deutscher Eishockeyspieler
- Rogler, Christian Alexander (* 1968), deutscher Schauspieler
- Rogler, Franz (1921–1994), österreichischer Surrealist
- Rogler, Gerhard (* 1963), deutscher Mediziner
- Rogler, Hans, deutscher Bauer und erster Kartoffelanbauer Deutschlands
- Rogler, Richard (1949–2024), deutscher Kabarettist
- Rogler, Rudolf (1898–1963), deutscher Architekt
- Rogler-Kammerer, Anna (* 1943), österreichische bildende Künstlerin
- Rogles, Chris (* 1969), US-amerikanischer Eishockeytorwart
- Roglić, Josip (1906–1987), jugoslawischer Geomorphologe, Meereskundler, Verkehrs- und Regionalwissenschaftler
- Roglič, Primož (* 1989), slowenischer Skispringer und RadsportlerPrimož Roglič (* 1989)

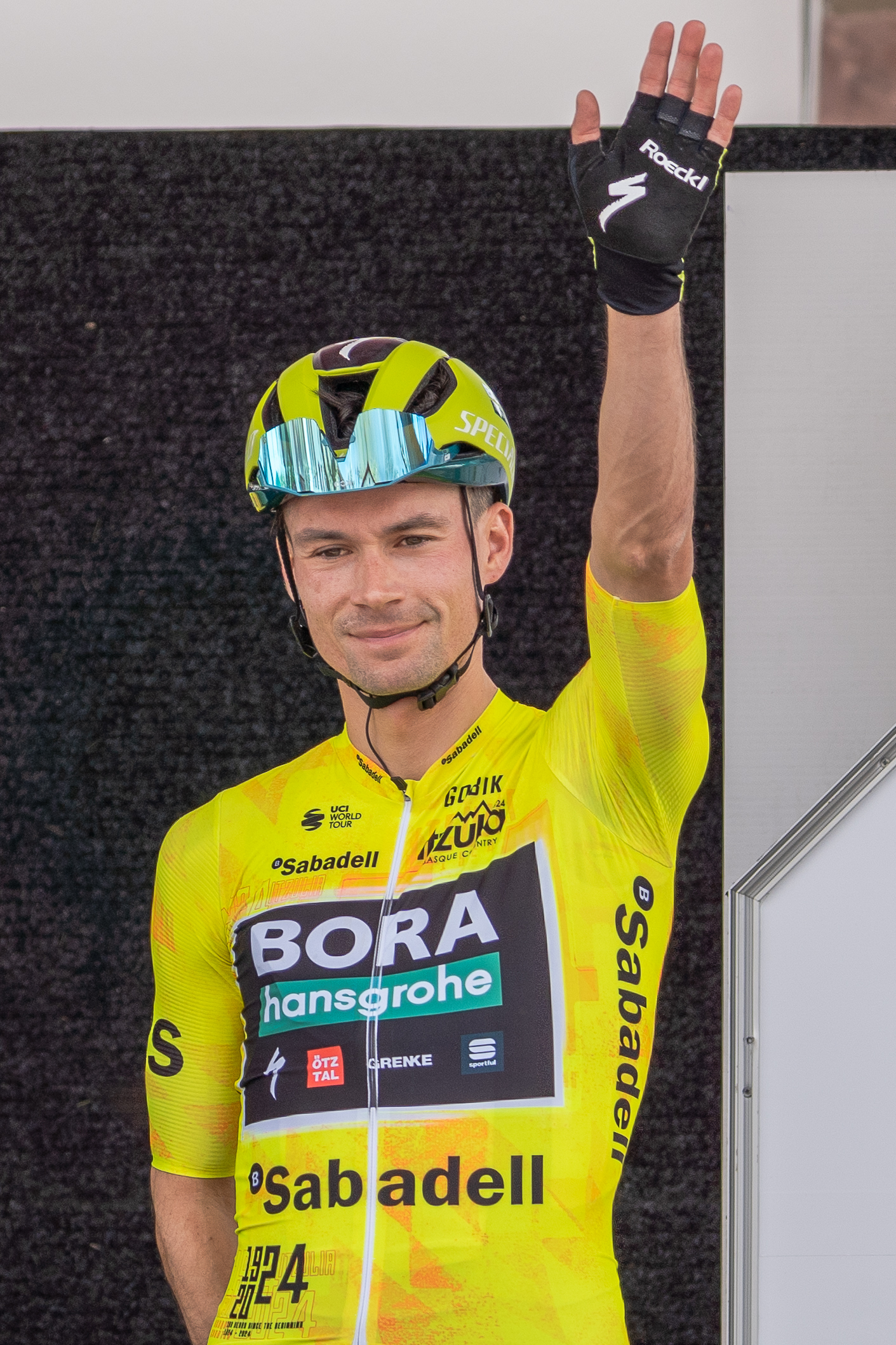
Primož Roglič (* 1989)

- Röglin, Jörg (* 1970), deutscher Kommunalpolitiker (Parteilos), Oberbürgermeister von Wurzen
- Röglin, Werner (1938–2011), deutscher Schauspieler

### Rogm
- Rogmann, Achim, deutscher Rechtswissenschaftler und Hochschullehrer

### Rogn
- Rogne, Thomas (* 1990), norwegischer Fußballspieler
- Rogneby, Jenny (* 1974), schwedische Schriftstellerin, ehemalige Polizei-Ermittlerin und Popsängerin mit äthiopischen Wurzeln
- Rogneda, Ehefrau Wladimirs des Großen
- Rögner, Adolf (1904–1971), deutscher Funktionshäftling im KZ Auschwitz
- Rögner, Andrea (* 1974), deutsche Arbeitswissenschafterin, Kommunikationswissenschaftlerin und Hochschullehrerin
- Rogner, Eva Maria (1928–2022), Schweizer Opernsängerin
- Rogner, Felix (* 1933), Schweizer Kulturmanager und Jazzmusiker
- Rögner, Heinz (1929–2001), deutscher Dirigent
- Rogner, Johann von (1823–1886), österreichischer Mathematiker
- Rogner, Manfred (* 1946), deutscher Fachbuchautor
- Rogner, Nico (* 1978), deutscher Schauspieler
- Rogner, Robert (* 1941), österreichischer Baumeister
- Rögner, Wolfgang (* 1951), deutscher Dirigent
- Rögner-Seeck, Elisabeth (1904–1997), deutsche Malerin, Kinderbuchautorin und Kunsterzieherin
- Rognes, John (* 1966), norwegischer Mathematiker
- Rogniat, Joseph (1776–1840), französischer General der Pioniere
- Rognlien, Helge (1920–2001), norwegischer Politiker (Venstre), Minister und Richter
- Rognon, Patrice (* 1966), französischer Judoka
- Rognoni, Cecilia (* 1976), argentinische Hockeyspielerin
- Rognoni, Francesco, italienischer Komponist und Musiktheoretiker des Barock
- Rognoni, Giovanni Domenico, italienischer Organist, Komponist und Priester
- Rognoni, Luigi (1913–1986), italienischer Musikwissenschaftler
- Rognoni, Riccardo († 1620), italienischer Komponist, Violinist und Flötist
- Rognoni, Virginio (1924–2022), italienischer Politiker (DC), Mitglied der Camera dei deputati
- Røgnvald Eysteinsson, Jarl von Møre
- Rögnvald Kali Kolsson († 1158), norwegisch-schottischer Adliger
- Rögnvaldsson, Ólafur († 1495), Bischof von Hólar, Island

### Rogo
- Rogo, Aboud (1968–2012), kenianischer Prediger und Terrorist
- Rogocz, Roman (1926–2013), polnischer Fußballspieler
- Rogoff, Irit (* 1963), Kunsthistorikerin
- Rogoff, Kenneth S. (* 1953), US-amerikanischer ÖkonomKenneth S. Rogoff (* 1953)

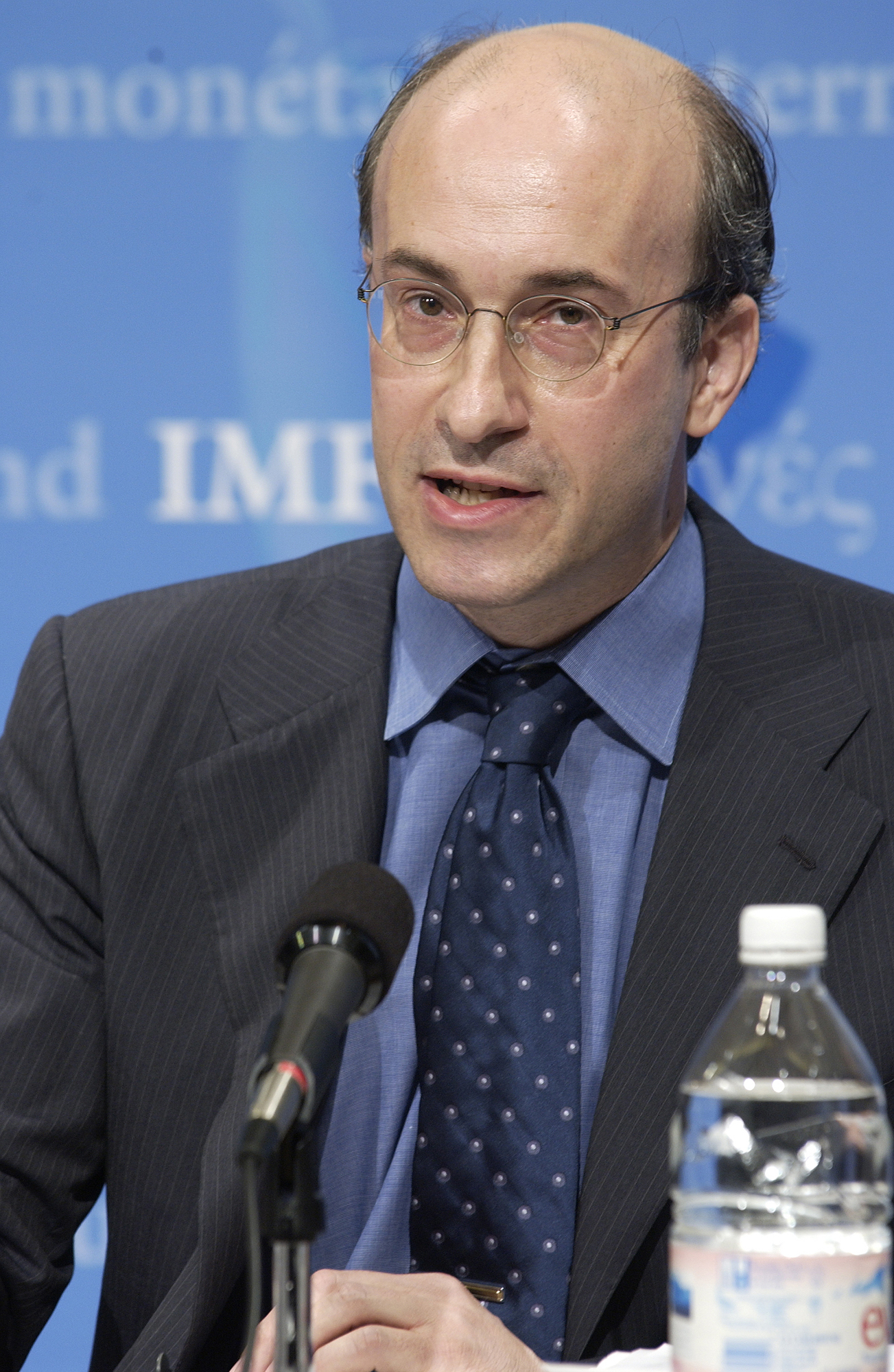
Kenneth S. Rogoff (* 1953)

- Rogoff, Tamar, US-amerikanische Choreographin und Filmemacherin
- Rogol, Karl Emanuel, Stenograf und Systemerfinder
- Rogoll, Christine (* 1979), deutsche Regisseurin
- Rogombé, Rose Francine (1942–2015), gabunische Politikerin
- Rogora, Laura (* 2001), italienische Sportkletterin
- Rogosch, Joachim (* 1957), deutscher Journalist und Publizist
- Rogoschkin, Alexander Wladimirowitsch (1949–2021), russischer Filmregisseur
- Rogošić, Neno (* 1973), kroatischer Fußballspieler
- Rogosin, Dmitri Olegowitsch (* 1963), russischer Politiker und DiplomatDmitri Olegowitsch Rogosin (* 1963)

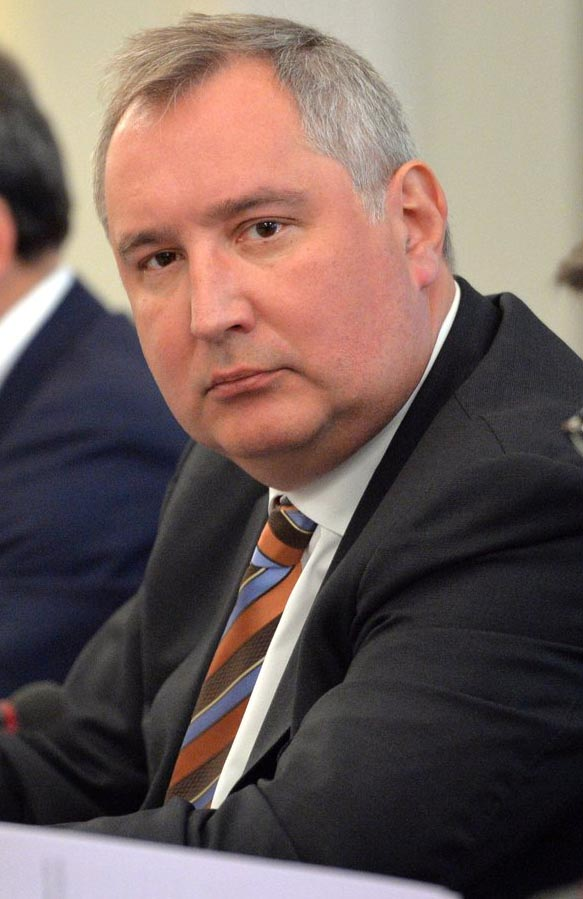
Dmitri Olegowitsch Rogosin (* 1963)

- Rogosin, Joel (1932–2020), US-amerikanischer Filmproduzent und Drehbuchautor
- Rogosin, Lionel (1924–2000), US-amerikanischer Regisseur, Drehbuchautor und Filmproduzent
- Rogosina, Darja Andrejewna (* 1996), russische Triathletin
- Rogosinski, Werner Wolfgang (1894–1964), deutscher Mathematiker
- Rogosow, Leonid (1934–2000), sowjetischer Chirurg
- Rogovin, Milton (1909–2011), US-amerikanischer sozialdokumentarischer Fotograf
- Rogow, Alexander Nikolajewitsch (1956–2004), sowjetischer Kanute
- Rogowaja, Jekaterina Iwanowna (* 1995), russische Bahnradsportlerin
- Rogowiec, Katarzyna (* 1977), polnische Paralympionikin im Skilanglauf
- Rogowin, Sachar Alexandrowitsch (1905–1981), russischer Chemiker
- Rogowin, Wadim Sacharowitsch (1937–1998), russischer Historiker, Soziologe und Doktor der Philosophie
- Rogowitsch, Afanassi Semjonowitsch (1812–1878), Botaniker und Paläontologe
- Rogowska, Anna (* 1981), polnische Stabhochspringerin
- Rogowska, Olivia (* 1991), australische Tennisspielerin
- Rogowski, Franz (* 1986), deutscher SchauspielerFranz Rogowski (* 1986)

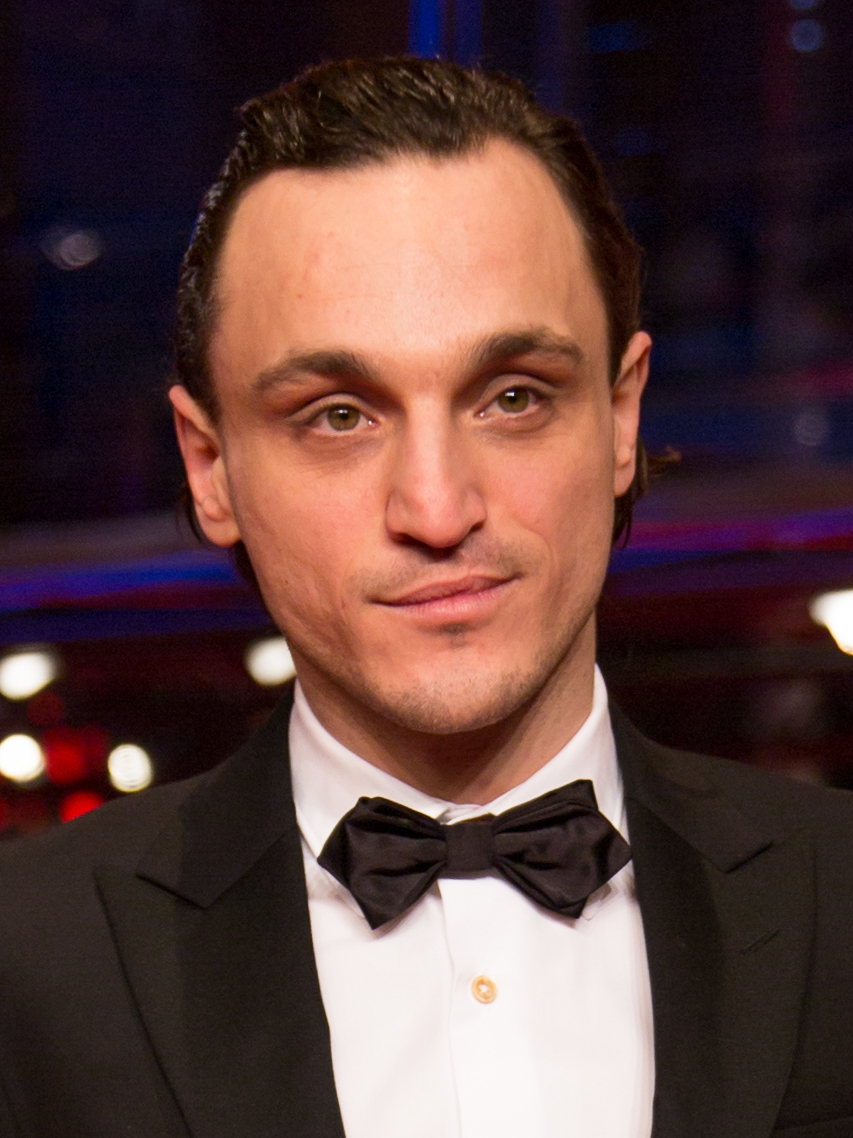
Franz Rogowski (* 1986)

- Rogowski, Gerard (1931–2022), deutsch-polnischer katholischer Ordenspriester und Generaloberer
- Rogowski, Michael (1939–2021), deutscher Manager, Präsident des Bundesverbandes der Deutschen Industrie (2001–2004)
- Rogowski, Przemysław (* 1980), polnischer Sprinter
- Rogowski, Walter (1881–1947), deutscher Elektrotechniker
- Rogoyawa, Rusiate (* 1961), fidschianischer Skilangläufer
- Rogozenco, Dorian (* 1973), moldauischer Schachspieler, -publizist und -trainer
- Rogozine, Andrei (* 1993), kanadischer Eiskunstläufer
- Rogozińska Dzik, Stefania (* 2001), polnische Tennisspielerin
- Rogoziński, Feliks (1879–1940), polnischer Physiologe und Experte für Ernährungskunde für Haustiere
- Rogoznica, Vitomir (* 1955), deutsch-jugoslawischer Fußballspieler

### Rogs
- Rogstad, Anna (1854–1938), norwegische Frauenrechtsaktivistin, Lehrerin und Politikerin
- Rogstad, Solveig (* 1982), norwegische Biathletin

### Rogu
- Rogucka, Emilia (* 1984), polnische Handballspielerin
- Rogucki, Sławomir (* 1965), polnischer Politiker, Mitglied des Sejm und Historiker
- Rogues de Fursac, Joseph (1872–1942), französischer Psychiater
- Roguin, Augustin (1768–1827), Schweizer Kaufmann und Reeder
- Roguin, Daniël (1691–1771), schweizerischer Offizier und Bankier
- Roguin, Jules (1823–1908), Schweizer Politiker
- Rogule, Laura (* 1988), lettische Schachspielerin
- Rogulj, Dragan (* 1955), deutsch-kroatischer Kameramann
- Rogulj, Kaja (* 1986), kroatischer Fußballspieler
- Roguljić, Ante (* 1996), kroatischer Fußballspieler
- Rogusch, Horst (* 1948), deutscher Unternehmer und Stifter
- Roguski, Camil (1925–2012), rumänischer Architekt

### Rogw
- Rogwolod, Fürst von Polozk

### Rogy
- Rogy, Viktor (1924–2004), österreichischer Lyriker, Bildhauer, Multimedia-, Aktions- und Performancekünstler